# Storia della Repubblica Italiana (1963-1981)

Emblema della Repubblica Italiana

La storia della Repubblica Italiana dal 1963 al 1981 è quel periodo della storia repubblicana successivo al miracolo economico caratterizzato dal punto di vista politico dai governi del centro-sinistra "organico", poi succeduti dai governi di solidarietà nazionale, e terminato con la nascita della coalizione del pentapartito. I numerosi attentati terroristici di matrice politica avvenuti a partire dal 1969 hanno fatto in modo che questo periodo venisse denominato nel lessico giornalistico come gli anni di piombo, locuzione ispirata dal titolo dell'omonimo film tedesco.

## Il centro-sinistra di Moro (1963-1968)

### La formazione del primo governo Moro

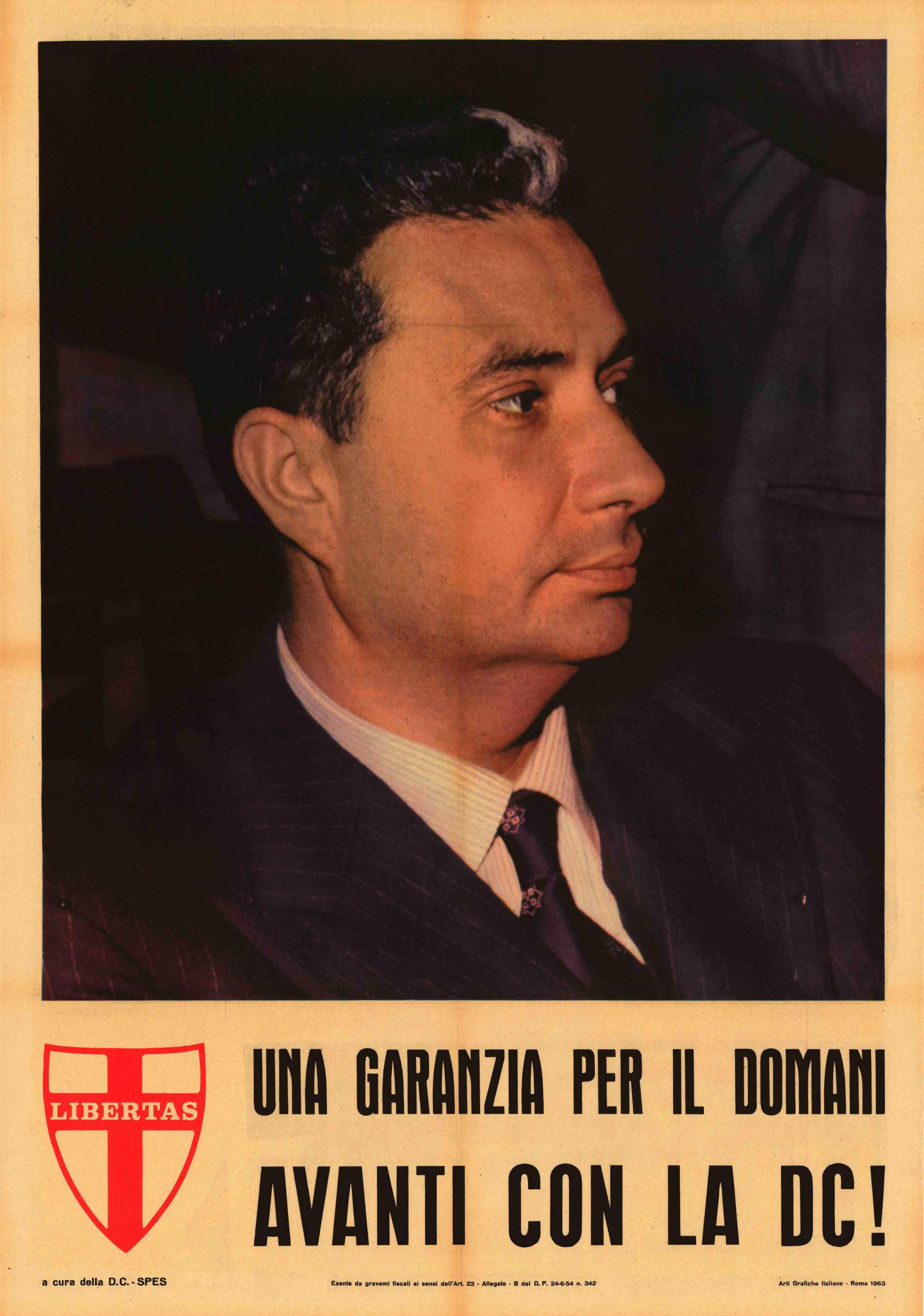
Aldo Moro in un manifesto per le elezioni del 1963

Alle elezioni del 1963 la Democrazia Cristiana (DC) si presentò profondamente rinnovata dalla figura di Aldo Moro. Esponente quarantenne della corrente dei dorotei, Moro ascese nel 1959 alla segreteria della DC con l'intenzione di terminare l'esperienza centrista e di coinvolgere nella compagine governativa gli esponenti del Partito Socialista Italiano (PSI) dando così vita a un centro-sinistra "organico", ovvero una coalizione che esprimesse nel governo anche ministri socialisti. Questa operazione venne facilitata a livello internazionale in seguito all'elezione del 1960 alla Presidenza degli Stati Uniti d'America del democratico John Fitzgerald Kennedy, che su consiglio di Arthur M. Schlesinger Jr. sostenne la nascita di un governo di centro-sinistra con la partecipazione dei socialisti essendo questo ideologicamente affine alla propria presidenza e utile a marginalizzare dalla scena politica il Partito Comunista Italiano (PCI). Nello stesso periodo anche la posizione del neoeletto papa Giovanni XXIII mutò in favore del centro-sinistra, il quale nel frattempo ridusse gli interventi diretti nella politica italiana attuati tramite i Comitati Civici e l'Azione Cattolica nell'ottica di un rinnovamento della Chiesa da attuare tramite il Concilio Vaticano II. Le prime giunte di centro-sinistra furono varate a Milano, Genova e Firenze in seguito alle elezioni amministrative del 1960, nel 1961 fu poi la volta del terzo governo Fanfani, che retto dall'astensione del PSI inaugurò la formula del centro-sinistra anche a livello nazionale. Nell'ottica di perseguire l'unità del partito Aldo Moro nel 1962 favorì l'elezione alla Presidenza della Repubblica Antonio Segni, uno dei dorotei meno convinti dell'alleanza con il PSI.

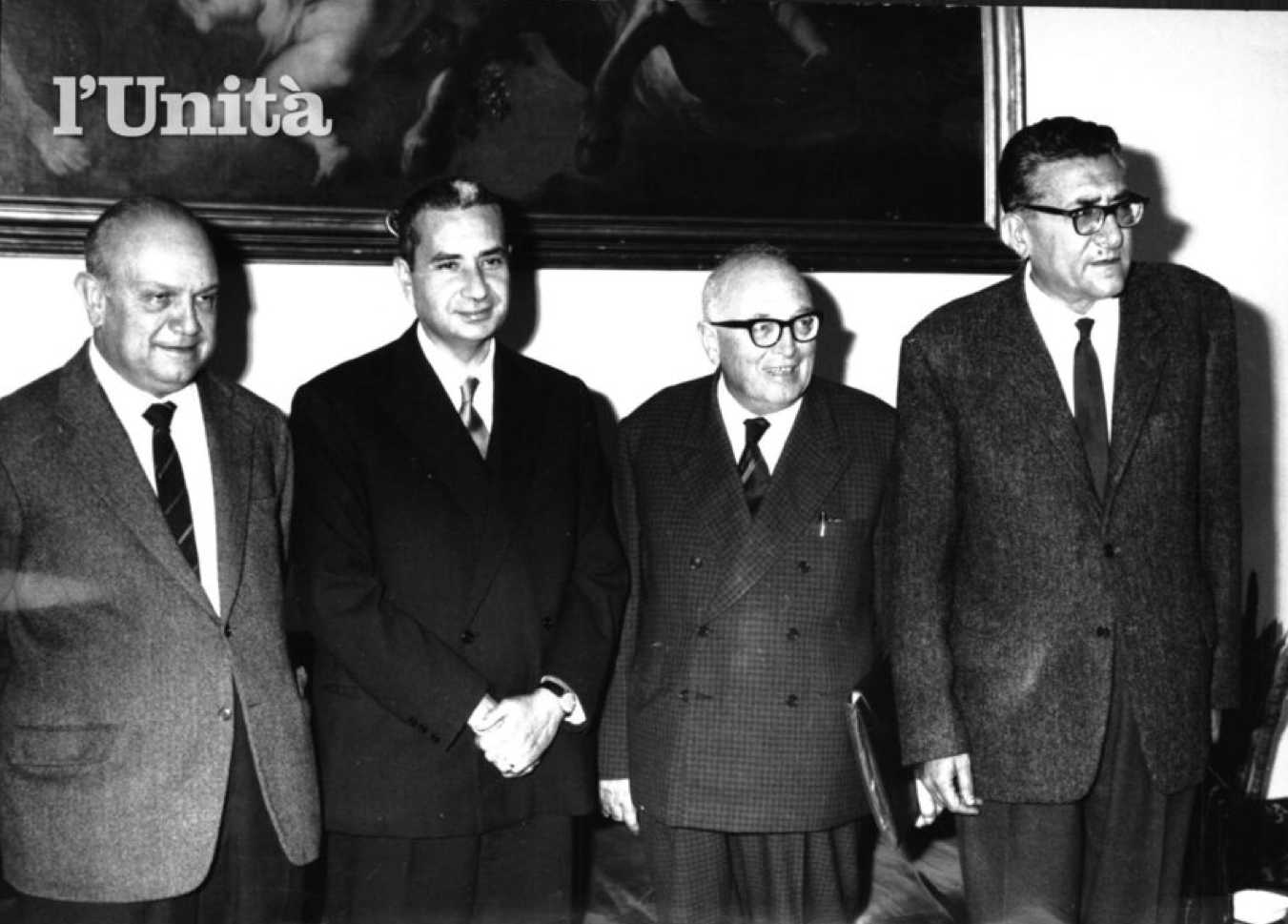
Aldo Moro con Francesco De Martino, Pietro Nenni e Riccardo Lombardi nel 1963

Alle elezioni del 28 aprile 1963 però la formula del centro-sinistra si riflesse in un allontanamento degli elettori più conservatori dalla DC, che scese per la prima volta sotto la soglia del 40%, mentre il PSI di Pietro Nenni subì una live flessione raccogliendo comunque quasi il 14% dei consensi. A beneficiare della svolta a sinistra della DC e della sostanziale scomparsa dei monarchici fu principalmente il Partito Liberale Italiano (PLI) di Giovanni Malagodi che col suo 7% raddoppiò i consensi rispetto alle elezioni precedenti; il Movimento Sociale Italiano (MSI) di Arturo Michelini tornò a superare il 5%. Il PCI di Palmiro Togliatti, intercettando il voto degli immigrati meridionali delle città del triangolo industriale, riuscì a risalire superando la soglia del 25%. L'unica alleanza perseguibile per la formazione del nuovo governo rimase nei fatti solamente quella tra la DC e il PSI, ma in seguito al magro risultato elettorale la DC per recuperare il suo elettorato più conservatore si apprestò a moderare il programma di governo. Nonostante il raggiungimento di un accordo tra Pietro Nenni e Aldo Moro per la formazione di un nuovo governo guidato da quest'ultimo, nella notte del 16 giugno 1963, la cosiddetta notte di san Gregorio, l'ala sinistra del PSI guidata da Riccardo Lombardi e Antonio Giolitti unì i propri voti a quelli dei dissidenti di sinistra mancando così l'approvazione del programma di governo, che nonostante prevedesse l'istituzione delle regioni mancava della riforma urbanistica ideate dal democristiano Fiorentino Sullo e di altre riforme di carattere strutturale.

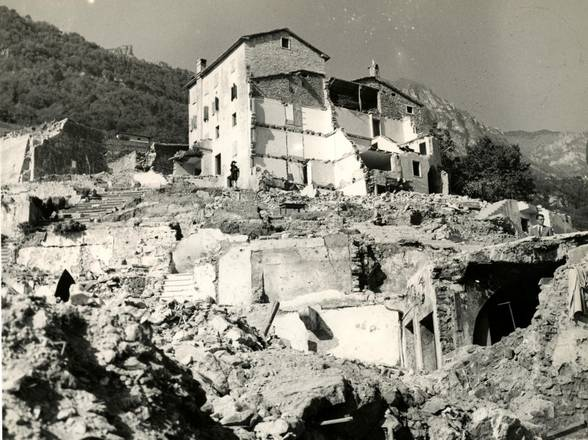
Longarone nei giorni successivi al disastro del Vajont del 9 ottobre 1963

In attesa di nuovi sviluppi politici il 22 giugno 1963 venne formato un nuovo governo monocolore democristiano guidato da Giovanni Leone che per la sua durata limitata all'estate del 1963 fu soprannominato il governo balneare. L'esecutivo dovette però affrontare il 9 ottobre 1963 il disastro del Vajont, una frana che precipitando nelle acque del bacino alpino realizzato dall'omonima diga causò la tracimazione dell'acqua contenuta nell'invaso provocando l'inondazione e la distruzione degli abitati dell'alta valle del Piave, tra cui Longarone, e la morte di quasi duemila persone. Le cause della tragedia furono ricondotte ai progettisti e dirigenti della SADE, l'ente gestore dell'opera, i quali con la collaborazione degli ispettori e dei tecnici del ministero dei lavori pubblici occultarono l'eccessivo rischio idrogeologico che caratterizzava i versanti del bacino. Nel frattempo all'interno del PSI la corrente facente capo a Riccardo Lombardi si ricompose con la dirigenza del partito, mentre l'opposizione di sinistra di Lelio Basso accusò la dirigenza socialista di portare il partito sulle posizioni dei socialdemocratici del Partito Socialista Democratico Italiano (PSDI). Anche nella DC il progetto del centro-sinistra "organico" fu osteggiato dall'ala destra del partito facente capo a Mario Scelba, che minacciò di non votare un governo partecipato dai socialisti salvo poi ritirare le proprie intenzioni essendo queste in contrasto con la posizione delle gerarchie vaticane.
Finalmente il 4 dicembre 1963 nacque il primo governo Moro con la partecipazione di DC, PSI, PSDI e del Partito Repubblicano Italiano (PRI): il segretario del PSI Pietro Nenni fu nominato vicepresidente del Consiglio e quello del PSDI Giuseppe Saragat ministro degli esteri. Il programma di governo presentato fu così vasto e di conseguenza poco attuabile che il presidente del Senato Cesare Merzagora lo ribattezzò ironicamente brevi cenni sull'universo, esso includeva tra le sue priorità l'istituzione delle regioni e riforme strutturale come quelle della scuola, dell'agricoltura, dell'edilizia, del fisco, delle pensioni e dei monopoli. In seguito alla nascita del governo alla segreteria del PSI Nenni fu sostituito Francesco De Martino, mentre nella DC Moro fu sostituito dal doroteo Mariano Rumor. All'interno del PSI l'opposizione di sinistra di Lelio Basso optò infine per scissione, dando vita il 12 gennaio 1964 al Partito Socialista Italiano di Unità Proletaria (PSIUP) nel quale confluirono anche diversi dirigenti della Confederazione Generale Italiana del Lavoro (CGIL) tra cui Vittorio Foa, membro di spicco della segreteria del sindacato.

### La crisi valutaria e politica

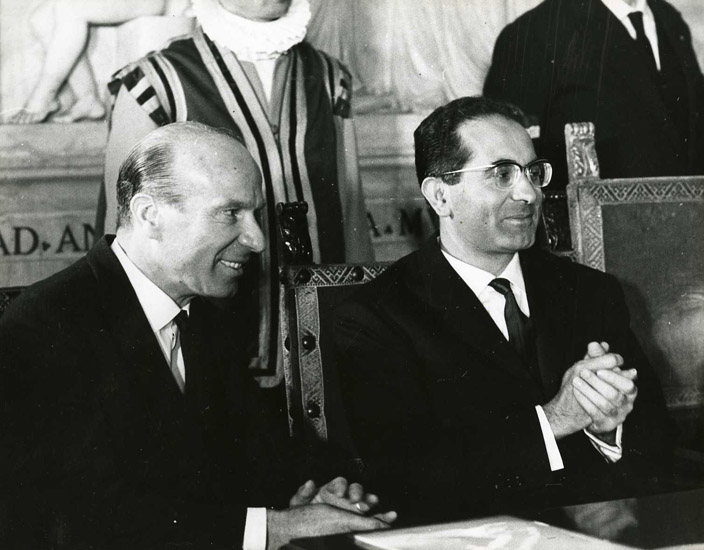
Il governatore della Banca d'Italia Guido Carli col ministro del tesoro Emilio Colombo il 31 ottobre 1963

Lo spirito riformista del primo governo Moro si affievolì completamente già nei primi mesi del suo insediamento trovandosi invece costretto ad affrontare la crisi della lira. Durante gli anni del miracolo economico si ebbe il raggiungimento della piena occupazione e un netto miglioramento delle condizioni dei lavoratori, che nel 1962 videro per la prima volta una crescita dei propri salari maggiore rispetto alla produttività. Questo fenomeno fece aumentare i consumi interni, che correlato alle inefficienze del settore agricolo e commerciale, provocò un considerevole aumento delle importazioni dall'estero e quindi a un netto aumento tra il 1962 e il 1963 del disavanzo della bilancia commerciale italiana. Per porre un freno alla svalutazione della lira, il governatore della Banca d'Italia Guido Carli attuò una decisa stretta creditizia riducendo la possibilità delle imprese di accedere al credito e provocando in questo un crollo degli investimenti oltre che a una riduzione dell'occupazione e della produzione industriale. Questa linea fu sostenuta anche dal ministro del tesoro democristiano Emilio Colombo, che nel febbraio del 1964 per fronteggiare le problematiche economiche aumentò le accise sui carburanti, tasso l'acquisto delle automobili, furono introdotte nuove norme per contrastare le vendite a rate e per scoraggiare la fuga dei capitali verso l'estero fu introdotta un'imposta cedolare sui titoli azionari. Per riequilibrare le perdite ed evitare un'eccessiva svalutazione della moneta il 10 marzo 1964 il governatore della banca centrale Guido Carli si recò negli Stati Uniti riuscendo a ottenere un considerevole prestito di un miliardo e duecento settantacinque milioni di dollari dal Dipartimento del tesoro degli Stati Uniti d'America, intenzionato a mantenere stabili i cambi degli accordi di Bretton Woods.

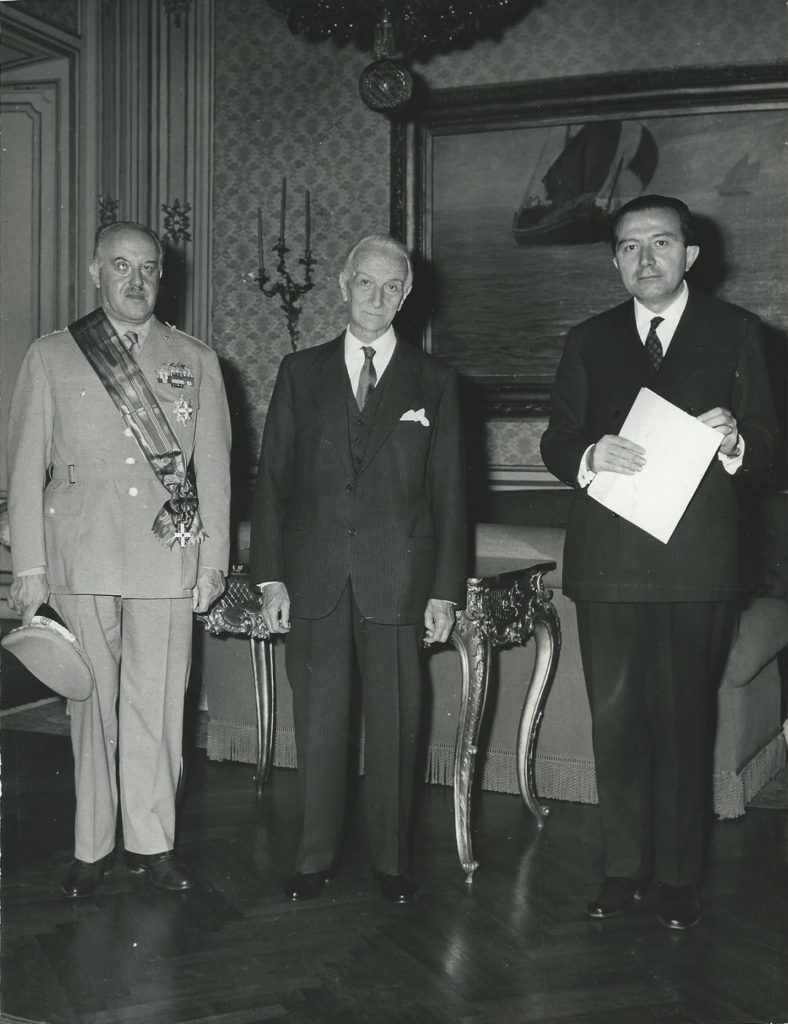
Giovanni de Lorenzo con Antonio Segni e il ministro della difesa Giulio Andreotti l'11 giugno 1964

Col pretesto della crisi valutaria il governo rinviò tutte le riforme previste, provocando la protesta dei socialisti e in particolare del ministro del bilancio Antonio Giolitti. Fu rinviata l'istituzione delle regioni e la revisione dei patti agrari; venne mancata anche la riforma di Federconsorzi, che fu particolarmente osteggiata dal fondatore della Coldiretti Paolo Bonomi così come anche rimase lettera morta la riforma urbanistica, nel frattempo moderata dagli emendamenti del socialista Giovanni Pieraccini. Questa situazione ormai insostenibile per la delegazione socialista, si risolse il 25 giugno 1964 con una crisi di governo scaturita dalla bocciatura dell'assegnazione di un finanziamento alle scuole private voluto dal ministro dell'istruzione democristiano Luigi Gui. Nel corso delle consultazione successivi alla crisi di governo, il 15 luglio 1964 il presidente della Repubblica Antonio Segni convocò il comandante generale dell'Arma dei Carabinieri Giovanni de Lorenzo, probabilmente nell'ottica di ottenere il sostegno per la creazione di un governo tecnico. Nominato al vertice del servizio segreto militare (SIFAR) nel 1955, portò avanti un'intensa attività di dossieraggio fino al 1962, quando assunto il comando Arma dei Carabinieri riammodernò la Divisione corazzata "Centauro" dotandola di nuovi autoblindo e carri armati. All'inizio del 1964 de Lorenzo elaborò il "Piano Solo", un progetto che si proponeva in caso di insurrezione di assicurare all'Arma dei Carabinieri il controllo militare dello Stato per mezzo dell'occupazione delle prefetture e dei centri di comunicazione, oltre che all'enucleazione delle principali personalità politiche e del sindacato di parte comunista e socialista. In seguito alla convocazione di de Lorenzo e alla paventata ipotesi di un governo tecnico, i socialisti ricomposero la crisi consentendo il 23 luglio 1964 la nascita del secondo governo Moro. Il 7 agosto 1964 Segni fu colpito da una trombosi cerebrale, impossibilitato a proseguire il suo mandato fu sostituito dal presidente del Senato Cesare Merzagora fino alle dimissioni formali avvenute il 6 dicembre 1964. Alle elezioni del Presidente della Repubblica venne eletto il 28 dicembre 1964 il socialdemocratico Giuseppe Saragat.

I funerali di Palmiro Togliatti a Roma il 25 agosto 1964

Anche l'opposizione visse in questo periodo una crisi interna, quando il 21 agosto 1964 lo storico segretario del PCI Palmiro Togliatti morì a Yalta (celebre località balneare del Mar Nero in Unione Sovietica) a causa di un'emorragia cerebrale. Durante la sua visita Togliatti avrebbe dovuto incontrare le maggiori personalità della nomenklatura sovietica, tra cui il segretario generale del Partito Comunista dell'Unione Sovietica Nikita Sergeevič Chruščëv, per discutere della crisi sino-sovietica e proporre un'apertura verso le libertà civili, queste sue posizioni furono espresse in un articolo conosciuto come Il memoriale di Yalta. A Togliatti successe Luigi Longo, figura di transizione in attesa che emergesse un nuovo leader. Nel corso dell'XI Congresso tenutosi a Roma nel gennaio del 1966 si sfidarono l'ala destra del partito di Giorgio Amendola e Giorgio Napolitano, che prospettava la nascita di un governo in intesa col PSI e l'abbandono dell'ipotesi di trasformazione dell'Italia in uno stato socialista, e la sinistra di Pietro Ingrao, che invece puntava alla costruzione di uno stato socialista dal basso tramite una maggiore apertura del PCI verso le forze sociali anticapitaliste. Al congresso prevalse l'ala destra del partito, più affine alla politica perseguita da Togliatti fino a quel momento, provocando così l'estromissione degli esponenti dell'ala sinistra dalla segreteria del PCI.

### La ripresa economica e le riforme
Il secondo governo Moro, a differenza del primo, rinunciò fin dal principio alle riforme dandosi invece come obiettivo la risoluzione della crisi economica. Nel 1965 l'aumento della produzione industriale e delle esportazioni pose un freno alla recessione e riportò la bilancia commerciale italiana in attivo. Nonostante ciò gli sia gli investimenti che l'occupazione continuarono a diminuire fino al 1966 per poi tornare lievemente crescere, ma comunque a livelli decisamente inferiori rispetto a quelli degli anni del miracolo economico. In questo periodo si ebbe inoltre un netto aumento della produttività, ma i salari non aumentarono in modo altrettanto deciso, tanto che la quota di reddito distribuita ai lavoratori scese dal 65% del 1963 al 55% del 1966. Nel frattempo il governo proseguì il suo corso fino alla crisi del 21 gennaio 1966 nuovamente scaturita dalla riforma della scuola. La crisi fu presto risolta e il 24 febbraio 1966 nacque il terzo governo Moro, questa volta più incentrato sull'approvazione delle riforme già presentate nel programma del primo governo.

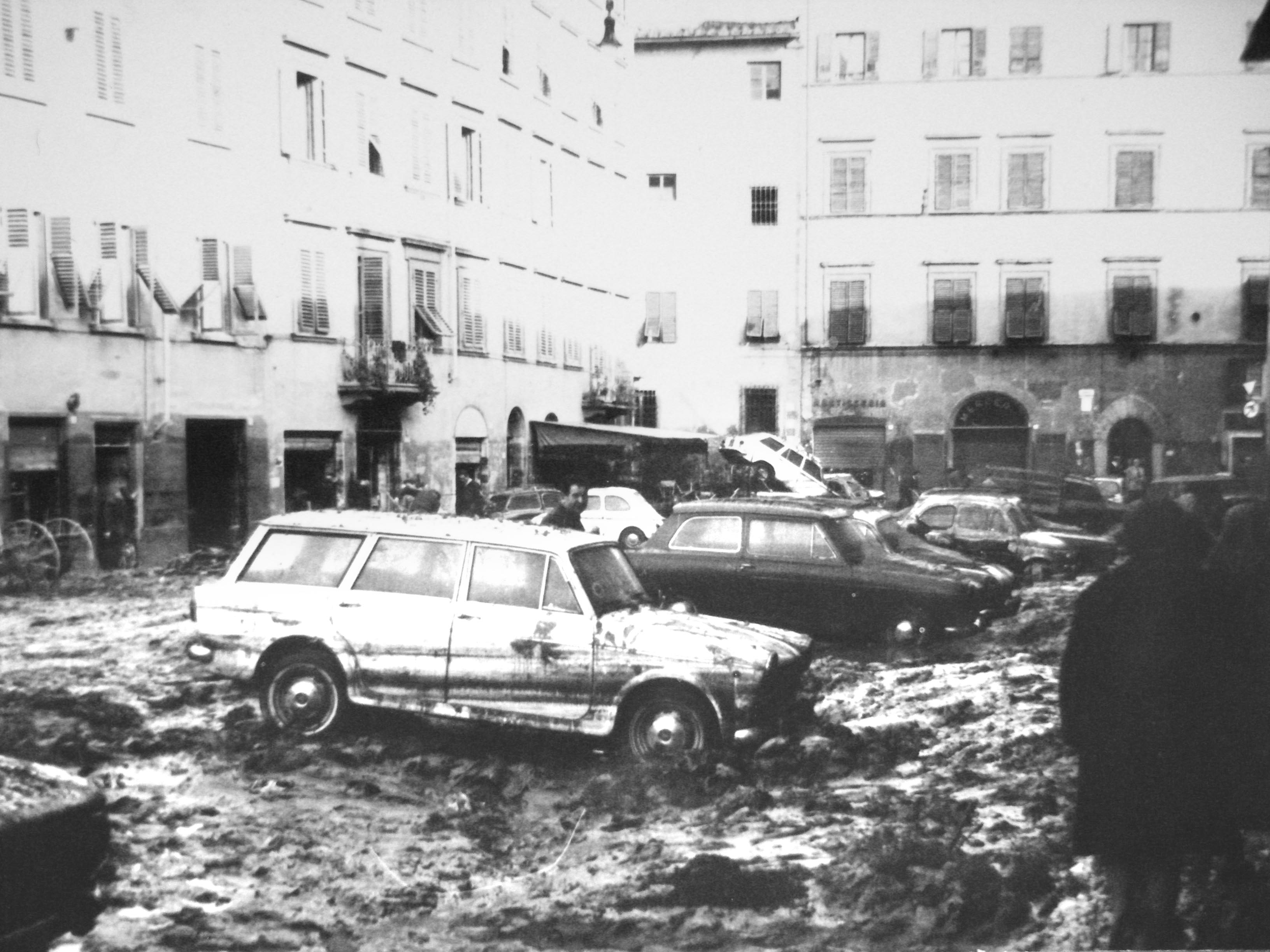
Firenze dopo l'alluvione del 4 novembre 1966

Poco dopo il suo insediamento il terzo governo Moro fu costretto ad affrontare la riforma urbanistica, quando 19 luglio 1966 una frana ad Agrigento distrusse numerosi edifici costruiti in deroga al piano regolatore durante il boom edilizio. La necessità di una riforma fu ulteriormente evidenziata dalle alluvioni del 4 novembre 1966, che colpirono in modo particolarmente devastante Venezia e soprattutto Firenze, dove nei giorni successivi accorsero giovani da tutta Italia per prestare soccorso, i cosiddetti "angeli del fango". Il primo provvedimento dal ministro dei lavori pubblici del PSI Giacomo Mancini fu la "legge ponte" del 6 agosto 1967 che aveva lo scopo di porre un freno alla speculazione edilizia incontrollata e ottenere il contributo dei privati alle spese di urbanizzazione. La materia fu ulteriormente regolata dal decreto ministeriale del 2 aprile 1968 che stabilì nuovi standard urbanistici, ma fu applicato solamente a partire dall'anno successivo causando in questo modo l'emissione di numerose licenze edilizie relative alla norma precedente. Nel 1967 fu istituito il Comitato interministeriale per la programmazione economica (CIPE) allo scopo di predisporre gli indirizzi della politica economica nazionale e nel 1968 fu finalmente varata la legge per l'elezione dei consigli delle regioni a statuto ordinario, consentendo due anni più tardi l'effettiva entrata i funzione delle amministrazioni regionali. La riforma sanitaria fu attuata solo in piccola parte con la riforma del sistema ospedaliero da parte del ministro della sanità socialista Luigi Mariotti, mentre fu mantenuto il sistema corporativo delle mutue a discapito del servizio sanitario nazionale.

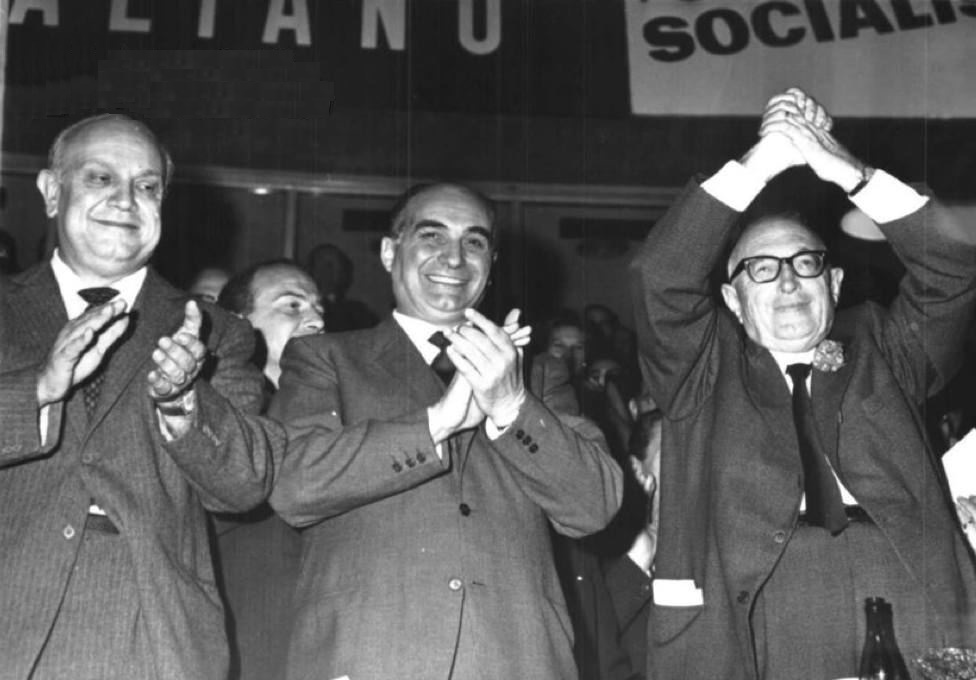
Mario Tanassi tra Francesco De Martino e Pietro Nenni durante la fondazione del PSU il 30 ottobre 1966

Sul piano politico l'esperienza dei governi del centro-sinistra e l'elezione di Saragat alla Presidenza alla contribuirono ad avvicinare sul piano ideologico il PSI e il PSDI, i quali il 30 ottobre 1966 decretarono la fusione dando vita al Partito Socialista Unificato (PSU). La fusione si rivelò fin da subito un'operazione fallimentare, il nuovo partito conservò la distinzione dei gruppi dirigenti e anziché nominare un segretario unitario il PSU fu retto dalla diarchia dei segretari precedenti dei due partiti: Francesco de Martino per il PSI e Mario Tanassi per il PSDI. Alle elezioni del 20 maggio 1968 il PSU si dimostrò un disastro completo perdendo oltre il 5% dei consensi rispetto alla somma raccolta dal PSI e dal PSDI alle elezioni precedenti. Con poco più del 14% il PSU fu scavalcato dal PCI che salì al 27%, e dalla DC che migliorò al 39%, il PSIUP raccolse ben il 4,5%, mentre a destra il PLI calò sotto il 6% e l'MSI sotto il 5%. Il risultato delle elezioni mise in crisi la dirigenza del PSU, che decise di convocare un congresso nazionale prima di dare inizio a una nuova collaborazione con la DC. Anche dopo queste elezioni l'indecisione dei socialisti portò alla nascita il 25 giugno 1968 di un nuovo governo balneare, anche questa volta guidato da Giovanni Leone e costituito esclusivamente da ministri democristiani. Nel frattempo al congresso socialista il partito unificato tornò ufficialmente a chiamarsi Partito Socialista Italiano - Sezione dell'Internazionale Socialista (PSU) e fu nuovamente accolta l'opzione del centro-sinistra, criticata esclusivamente dall'ala sinistra di Riccardo Lombardi. Dopo le trattative estive il 13 dicembre 1968 nacque il primo governo guidato dal segretario della DC Mariano Rumor e sostenuto oltre che dalla DC anche dal PSU e dal PRI.

## I movimenti sociali (1968-1969)

### La contestazione giovanile

Manifestazione studentesca del 1966 a sostegno de La zanzara

Il miglioramento delle condizioni di vita e lo sviluppo dei mass-media, in particolare della televisione, avvenuto durante gli anni del miracolo economico, modificò profondamente lo stile di vita dei giovani italiani rendendoli più indipendenti dalle proprie famiglie sia dal punto di vista economico che culturale. Il mutamento del costume e dei gusti musicali dei giovani consentì lo sviluppo di nuovi mercati già affermati nei paesi anglosassoni: tra le donne si affermarono nuove mode quali gli shorts, le minigonne e il topless, mentre nella musica iniziarono ad essere prodotte le canzoni della Beat Generation e le vendite discografiche aumentarono vertiginosamente passando da 18 milioni di dischi nel 1958 a 30 milioni nel 1964. Ai mutamenti dei gusti si affiancò un rinnovata percezione della sessualità, la rivoluzione sessuale in atto consentì nel 1966 a Franca Viola di rifiutare pubblicamente per la prima volta in Italia un matrimonio riparatore, mentre nello stesso anno il giornale studentesco La zanzara pubblicò un'inchiesta sulla sessualità che portò a uno scandalo di rilievo nazionale. Con la riforma della scuola media unica e l'estensione dell'obbligo scolastico del 1962 si avviò inoltre un processo di scolarizzazione di massa che favorì l'accesso alle università a molti giovani della neonata classe media e ai figli degli operai. Il numero degli universitari sostanzialmente raddoppiò (da 268000 studenti nel 1961 a 500000 nel 1968) mettendo in crisi un sistema calibrato su quantità più ridotte. Oltre al sovraffollamento delle aule, l'incremento delle iscrizioni universitarie provocò la diluizione del corpo docente, che nel 1967 raggiunse l'anomala cifra di un professore ogni 633 iscritti, professori che oltretutto sottostavano a un obbligo lavorativo di sole 52 ore annuali. L'incremento delle iscrizioni anche alla scuola dell'obbligo mise in maggior evidenza le differenze di classe tra gli studenti in relazione a un sistema scolastico concepito per le classi più agiate, disparità messe in luce dall'ideatore della scuola di Barbiana don Lorenzo Milani, nel libro Lettera ad una professoressa. All'università si sviluppò il fenomeno degli studenti lavoratori, che a causa della doppia mansione avevano minor possibilità di concludere gli studi rispetto ai loro colleghi più benestanti, possibilità precluse anche dall'incertezza del posto di lavoro una volta conseguita la laurea.

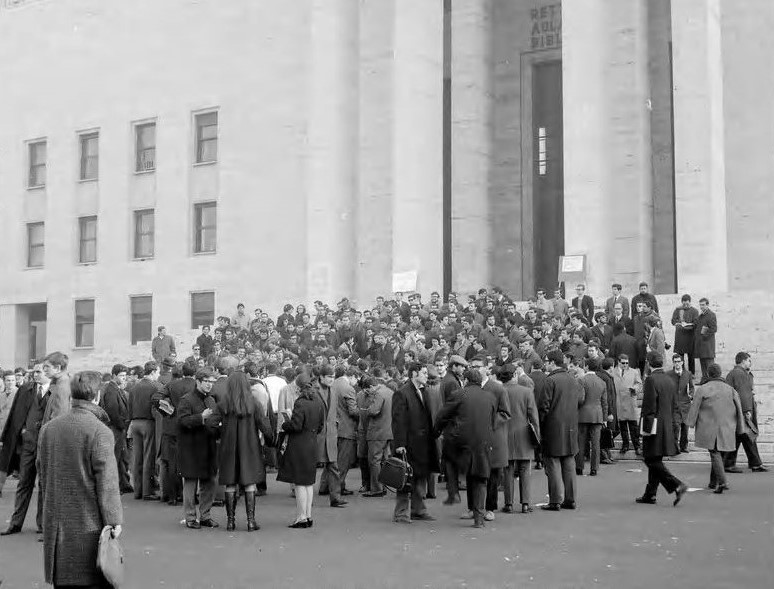
Occupazione studentesca della Sapienza di Roma il 2 febbraio 1968

Con queste premesse il 24 gennaio 1966 avvenne la prima occupazione della facoltà di sociologia di Trento dando così il via alla contestazione giovanile in Italia. Con l'Università degli Studi di Trento nuovamente occupata l'anno successivo, il 15 novembre 1967 in seguito a un aumento delle tasse universitarie anche gli studenti dell'Università Cattolica del Sacro Cuore di Milano fecero l'occupazione, venendo però sgomberati dalla polizia. Il 27 novembre 1967 fu la volta della facoltà di lettere dell'Università degli Studi di Torino dove per la prima volta fu messo in discussione il contenuto dei corsi e lo svolgimento di esami e lezioni. La svolta per il movimento studentesco avvenne durante l'occupazione nel febbraio 1968 dell'Università degli Studi di Roma "La Sapienza", quando i violenti scontri con la polizia culminarono nella cosiddetta "battaglia di Valle Giulia". A causa della violenza degli scontri l'avvenimento venne fortemente criticato da Pier Paolo Pasolini nella poesia II PCI ai giovani!!, nella quale contestava la provenienza borgese degli studenti solidarizzando con i poliziotti, figli invece di operai e contadini. Sulla scia del maggio francese, il movimento del Sessantotto raggiunse il suo apice con occupazioni estese a tutte le università italiane e in alcuni casi anche agli istituti di scuola superiore. La contestazione giovanile uscì ben presto dalle aule scolastiche unendosi alle proteste operaie in corso e diventando fortemente critica verso le classi sociali più agiate. Il 7 dicembre 1968 fu contestata l'inaugurazione della stagione al Teatro alla Scala di Milano, mentre il 31 dicembre gli studenti contestarono lo sfarzo della festa di capodanno in corso nel locale notturno La Bussola in Versilia, ne seguirono violenti scontri con la forze di polizia.

### La sinistra extraparlamentare

Manifestazione del 1968 contro la guerra del Vietnam. Si notano i ritratti di Che Guevara e Malcolm X.

Sul piano ideologico il Sessantotto assunse posizioni antirevisioniste e terzomondiste con particolare attenzione alla rivoluzione culturale della Cina maoista e in contrasto col centralismo democratico dell'Unione Sovietica. Da questa rinnovata visione del mondo scaturì anche un forte critica verso gli Stati Uniti d'America, condannando la guerra del Vietnam contro i Viet Cong di Ho Chi Minh ed esaltando figure rivoluzionarie Che Guevara, artefice con Fidel Castro della rivoluzione cubana, e Malcom X, leader delle Pantere Nere nella lotta del movimento per i diritti civili degli afroamericani. A livello nazionale il Sessantotto si trovò quindi spesso in disaccordo con le prese di posizione del PCI, venendo quindi fortemente criticato sia dall'anima più moderata del partito guidata da Giorgio Amendola, sia dalla frangia più ortodossa di Giancarlo Pajetta, ma ricevendo comunque un parziale appoggio dal segretario Luigi Longo e dall'ala sinistra di Pietro Ingrao.
L'avversione del movimento al PCI raggiunse il suo culmine nell'agosto del 1968, quando le liberalizzazioni democratiche introdotte da Alexander Dubček durante la primavera di Parga furono duramente represse dall'invasione della Cecoslovacchia da parte del Patto di Varsavia. Al congresso del 1969 Enrico Berlinguer fu eletto vicesegretario del partito in modo da affiancare il malato Luigi Longo; nuova figura di mediazione tra le due anime del partito, criticò e condannò l'invasione, senza però giungere a un'effettiva rottura con l'Unione Sovietica. Questo atteggiamento suscitò le critiche di un folto gruppo di intellettuali comunisti tra cui Luigi Pintor, Aldo Natoli, Lucio Magri, Rossana Rossanda, che si riunirono fondando la rivista Il manifesto venendo quindi espulsi dal PCI. Il manifesto si aggiunse quindi alle riviste di orientamento operaista fondate qualche anno prima quali i Quaderni Rossi, Quaderni piacentini e Classe operaia. I principali gruppi di ispirazione maoista fondati alla sinistra del PCI furono il Partito Comunista d'Italia (marxista-leninista) e l'Unione dei Comunisti Italiani (marxisti-leninisti), tra i gruppi di orientamento operaista si distinsero Potere Operaio e Avanguardia operaia, mentre dalla contestazione giovanile nacquero il Movimento Studentesco e Lotta Continua.

### Il mondo cattolico

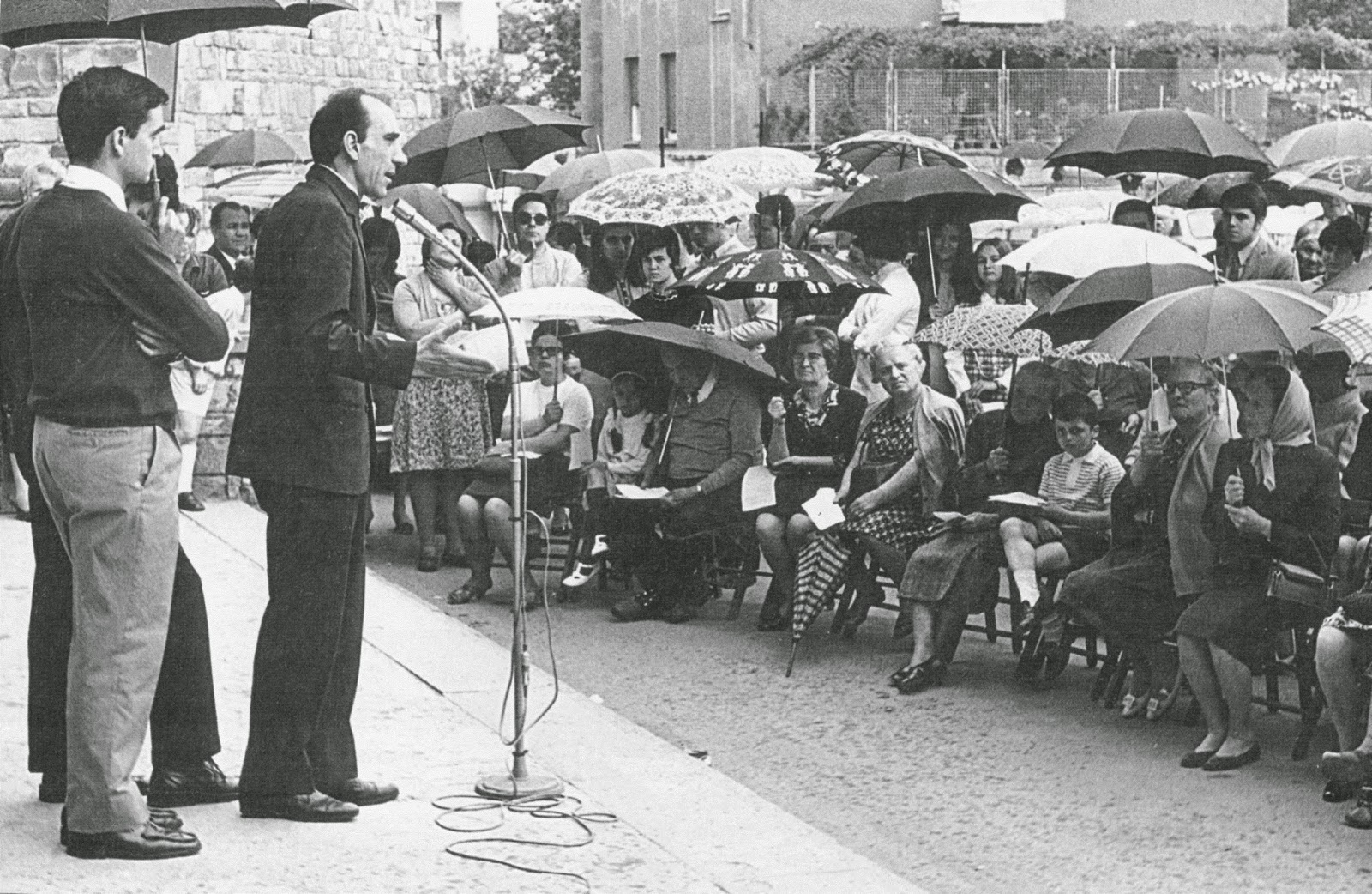
Don Enzo Mazzi celebra la messa in piazza dell'Isolotto nel 1969

Il Concilio Vaticano II e il Sessantotto portarono anche a un rinnovamento delle associazioni cattoliche collaterali alla DC, prima su tutte l'Azione Cattolica, che col nuovo statuto del 1969 decretò la fine di ogni collateralismo con la DC. Pur continuando a mantenere uno stretto rapporto con la DC, le ACLI e la CISL avviarono un progressivo allontanamento dall'ideologia democristiana, avvicinandosi alle posizioni del cristianesimo sociale e quindi anche al PSI. Nacquero poi nuove associazioni cattoliche dedite all'aiuto dei più bisognosi come Mani Tese, il Gruppo Abele e la Comunità di Sant'Egidio, oltre alle comunità cristiane di base in dissenso con la dottrina cattolica; L'ala più tradizionalista e giovane ancora impegnata nella politica democristiana si costituì invece in Comunione e Liberazione.

### Le lotte operaie

Scontri con la polizia nella rivolta di corso Traiano del 3 luglio 1969

Il Sessantotto conferì nuovo vigore anche alle lotte dei lavoratori, nel marzo del 1968 gli operai della FIAT scesero in sciopero per richiede una nuova disciplina dei cottimi e degli orari di lavoro. La vertenza si concluse il 20 maggio 1968 con concessioni limitate e quindi contestate da molti operai, ma raggiunte tramite l'intesa dei tre maggiori sindacati confederali: CGIL, CISL e UIL. Negli stessi giorni della vertenza FIAT, nella fabbrica tessile vicentina della Marzotto di Valdagno, gli operai manifestarono contro il piano di ristrutturazione aziendale. Il 19 aprile 1968 la protesta sfociò in violenti scontri con la polizia e col simbolico abbattimento della statua del conte Gaetano Marzotto, storico fondatore della ditta. In estate ad insorgere fu lo stabilimento petrolchimico Montedison di Porto Marghera, la richiesta di aumenti salariali uguali per tutti fu solo in parte risolta dall'azione dei sindacati, alcuni lavoratori decisero quindi di organizzarsi nel Comitato Unitario di Base (CUB), un organo di coordinamento e rappresentanza autonomo rispetto ai sindacati. Nello stesso periodo anche negli stabilimenti Pirelli della Bicocca di Milano i lavoratori, insoddisfatti delle condizioni ottenute dalla vertenza di febbraio, costituirono il CUB, riuscendo così a conseguire nell'autunno del 1968 molti degli obiettivi prefissati. La conflittualità ancora presente tra i sindacati confederali fece in modo che alle lotte dei lavoratori parteciparono i nuovi movimenti del Sessantotto, tra i quali specialmente Potere Operaio, Avanguardia operaia e Lotta Continua. Il culmine di questi scioperi autonomi fu raggiunto nell'estate del 1969 negli stabilimenti FIAT, quando il 3 luglio 1969 gli operai in corteo si scontrarono con la polizia nella rivolta di corso Traiano.

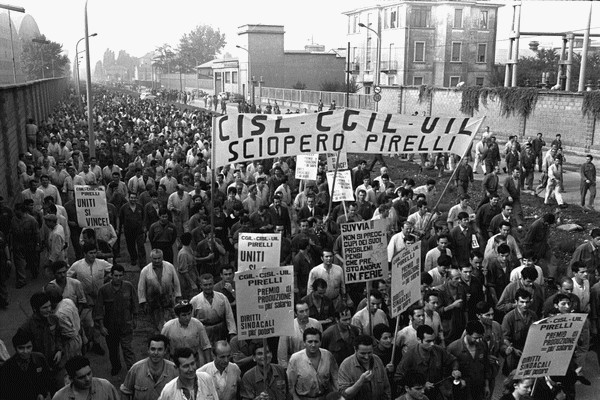
Operai della Pirelli in sciopero nell'autunno del 1969

Di fronte a questi movimenti sociali i sindacati confederali (CGIL, CISL e UIL) proclamarono per il 14 novembre 1968 il primo sciopero unitario a sostegno della riforma pensionistica, nuovi scioperi furono poi indetti per l'abolizione della "gabbie salariali". Nel febbraio del 1969 il governo acconsentì alle richieste dei sindacati riuscendo a ottenere l'abolizione delle "gabbie salariali" e l'istituzione della pensione sociale oltre a un generale adeguamento delle pensioni all'inflazione. In alternativa ai CUB i sindacati confederali elaborarono il consiglio di fabbrica, un nuovo organismo di rappresentanza operaia direttamente collegato ai sindacati. Forti del sostegno del movimento operaio CGIL, CISL e UIL presentarono per la prima volta un programma condiviso: quaranta ore di lavoro settimanale, pari aumenti dei salari, parificazione tra operai e impiegati della normativa sugli infortuni e nuovi limiti al lavoro straordinario. Nell'autunno del 1969 una nuova ondata di scioperi coinvolse circa 1500000 lavoratori in tutti i settori: operai metalmeccanici (capeggiati dalla FIM), chimici, edili e cementieri dando così il via all'autunno caldo. Nel dicembre del 1969 fu firmato dal ministro del lavoro democristiano Carlo Donat-Cattin un nuovo contratto collettivo nazionale di lavoro in cui furono accolte la maggior parte le richieste sindacali.

## La risposta al Sessantotto (1969-1974)

### Il governo e le riforme sociali

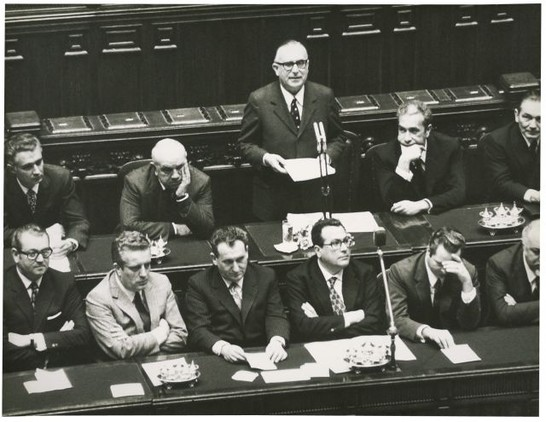
Mariano Rumor alla presentazione del suo terzo governo il 17 aprile 1970

Di fronte a questi mutamenti della società la DC e gli alleati del centro-sinistra risposero al Sessantotto optando per una politica riformatrice. Con la legge del 16 maggio 1970 furono istituite le Regioni come enti autonomi con capacità legislativa, consentendo quindi all'alleanza tra PCI e PSI di governare e legiferare in maggioranza nelle "regioni rosse" quali Emilia-Romagna, Toscana e Umbria. Il 20 maggio 1970 grazie al percorso avviato dal ministro del lavoro socialista Giacomo Brodolini fu approvato lo statuto dei lavoratori, il 25 maggio 1970 furono introdotte le norme sui referendum e sulle leggi di iniziativa popolare, mentre nel corso dell'anno furono promulgate varie norme relative alla diminuzione dell'età pensionabile e all'aumento delle stesse. Il 1 dicembre 1970 una maggioranza trasversale, con l'esclusione della DC e dell'MSI, approvò anche la legge sul divorzio, proposta dal liberale Antonio Baslini e dal socialista Loris Fortuna. I governi di questo periodo di riforme furono però particolarmente instabili: il primo governo Rumor rimase in carica sette mesi, cadendo in seguito allo scioglimento del PSU e al ritorno della separazione tra PSI e PSDI, di simile durata fu anche il secondo governo Rumor, un monocolore DC che cadde in seguito alla richiesta di PSI e PSDI di rientrare nella compagine di un terzo governo Rumor, caduto dopo soli quattro mesi a causa dei dissidi tra i partiti di governo. Il 6 agosto 1970 si formò così un nuovo esecutivo guidato dal democristiano Emilio Colombo, governo che dovette affrontare già nel marzo del 1971 l'uscita del PRI dalla maggioranza, oltre che la richiesta del PSI di intavolare una discussione per il coinvolgimento del PCI, ipotesi completamente rigettata dal PSDI. La maggioranza si spaccò nuovamente il 24 dicembre 1971 per l'elezione del Presidente della Repubblica, durante la quale il PSI sostenne a oltranza la candidatura di Pietro Nenni con il PCI, mentre l'MSI si rivelò determinante per l'elezione Giovanni Leone.
Un'ulteriore divisione dovuta alla raccolta firme di un referendum sull'abrogazione del divorzio fece cadere il 15 gennaio 1972 il governo Colombo, per salvare la legislatura il presidente nominò il primo governo Andreotti che non ottenne però la fiducia, vista allora l'impossibilità di costituire un nuovo governo furono convocate per la prima volta nella storia della Repubblica le elezioni anticipate. Alla campagna elettorale per le elezioni del 1972 la DC si presentò rinnovata dalla figura di Arnaldo Forlani, segretario eletto a maggioranza nel novembre del 1969 in seguito al "patto di San Ginesio", un accordo stretto con l'ala sinistra di Ciriaco De Mita volto a ridurre l'influenza della corrente dei dorotei. Forlani ripropose la formula centrista nell'ottica di arginare gli "opposti estremismi", ma la strategia non produsse effetti rilevanti, mentendo il consenso stabile al 38,7%. Il MSI raggiunse l'8,7%, il suo massimo storico fino ad allora grazie anche alla fusione con i monarchici, mentre il PSI scese al 9,6%; il PCI rimase stabile al 27,1% mentre ottennero risultati marginali le formazioni di sinistra nate dopo il Sessantotto. Il nuovo parlamento portò quindi il 26 giugno 1972 alla nascita di un secondo governo Andreotti costituito dal PSDI e dal PLI di Giovanni Malagodi, e appoggiato esternamente dal PRI, segnando così un momentaneo ritorno al centrismo. Il governo ebbe però breve durata, dimettendosi il 12 giugno 1973 a causa della protesta dei repubblicani rispetto al "testo unico in materia di comunicazioni" del ministro Giovanni Gioia, che rendeva illegali le neonate trasmissioni televisive private via cavo disponendo di conseguenza la disattivazione di alcune emittenti locali come Telebiella. In quegli stessi mesi il monopolio televisivo della RAI iniziò a essere messo in discussione anche dalle antenne installate oltreconfine da Tele Capodistria e dalla Radiotelevisione svizzera. L'esperienza centrista del secondo governo Andreotti fu quindi accantonata da una riproposizione del centro-sinistra, e col "patto di Palazzo Giustiniani" Aldo Moro e Amintore Fanfani si accordarono per far nascere il 7 luglio 1973 il quarto governo Rumor.

### L'economia e la crisi petrolifera
Dopo un periodo di sostanziale crescita, seppur a ritmi meno sostenuti rispetto a quelli del "miracolo", l'economia italiana fu travolta il 15 agosto 1971 dalla scelta unilaterale del presidente statunitense Richard Nixon di sospendere l'obbligo per la Federal Reserve di convertire dollari in oro, decisione poi condivisa dal G10 nel dicembre del 1971 con la ratifica dello Smithsonian Agreement. Al contempo fu svalutato il dollaro e fu introdotta una tassa del 10% sulle importazioni negli Stati Uniti. In pochi mesi la lira italiana perse il 15% del proprio valore, aumentò il costo delle materie prime scambiate in dollari e diminuirono investimenti, consumi e produzione industriale. Alla difficile situazione economica si aggiunse la crisi petrolifera del 1973 dovuta alla guerra del Kippur tra Israele e mondo arabo, a causa della quale l'Organizzazione dei Paesi esportatori di petrolio (OPEC) decise di ridurre il flusso di petrolio diretto verso le nazioni importatrici. Diretta conseguenza del conflitto arabo-israeliano fu l'attentato terroristico palestinese all'aeroporto di Fiumicino del 17 dicembre 1973, in seguito al quale il ministro degli esteri Aldo Moro mediò con l'Organizzazione per la Liberazione della Palestina (OLP) la salvaguardia del territorio nazionale dagli attentati attraverso il cosiddetto "lodo Moro".

Circolazione in corso Buenos Aires a Milano durante l'austerity del 1973

Di fronte a queste difficoltà il governo rispose con politiche di "austerity" riuscendo nel breve periodo a ridurre l'inflazione galoppante e a rafforzare la lira, pur trovandosi contrasto con le scelte auspicate dalla Comunità economica europea (CEE). Sul piano valutario furono approntate misure per il riequilibrio della bilancia dei pagamenti attraverso tagli sulla domanda, deposito obbligatorio sulle importazioni e politica fiscale restrittiva, oltre al controllo del credito totale interno; dal punto di vista energetico invece fu ridotta l'illuminazione notturna, fu introdotto il divieto di circolazione degli autoveicoli durante i giorni festivi e venne stabilito un programma per il rilancio dell'energia nucleare. Queste difficoltà economiche accesero la polemica degli imprenditori contro i sindacati, che additarono l'aumento dell'inflazione alla scala mobile. All'aumento dei salari corrispose quindi un aumento dei prezzi, mentre l'aumento dell'inflazione fu ulteriormente aggravato dalla successiva svalutazione della lira nell'ottica di consentire un incremento delle esportazioni. Le politiche di austerity portarono l'economia italiana alla stagflazione, diminuirono gli investimenti e l'occupazione, aumentò inoltre la spesa pubblica e le imprese statali come l'IRI andarono in deficit. Di fronte a questi problemi il segretario del PRI Ugo La Malfa spinse per una riduzione della spesa pubblica, mentre il socialista Antonio Giolitti spinse per l'attuazione delle riforme. Alle tensioni nella maggioranza si aggiunse lo "scandalo dei petroli", ovvero una serie di finanziamenti illeciti da parte dell'Unione petrolifera a esponenti e partiti politici per bloccare lo sviluppo dell'energia nucleare in Italia. Il governo si dimise il 2 marzo 1974, portando alla nascita di un quinto governo Rumor, rimasto in carica solo otto mesi a causa dei dissidi interni alla maggioranza.

### L'estrema destra e la strategia della tensione

Il segretario del MSI Giorgio Almirante con Pino Rauti nel 1969

La risposta delle forze più reazionarie della società italiana al movimento del Sessantotto fu invece dettata dalla "strategia della tensione": una strategia eversiva basata sull'esecuzione da parte di gruppi neofascisti di numerosi attentati in modo da indurre nella popolazione uno stato di tensione paura tale da giustificare una svolta autoritaria, così come avvenuto in Grecia nel 1967 con la dittatura dei colonnelli. La formazione di gruppi estremisti di destra in Italia avvenne principalmente nel corso degli anni Sessanta, quando il MSI di Arturo Michelini adottò una politica più moderata nell'ottica di avvicinamento alla DC. In questo periodo nacquero gruppi come il Centro Studi Ordine Nuovo di Pino Rauti, Avanguardia Nazionale di Stefano Delle Chiaie, Rosa dei Venti e il Fronte Nazionale di Junio Valerio Borghese. Nel 1969 la segreteria del MSI fu assunta da Giorgio Almirante, esponente dell'ala più movimentista del partito divenne una figura di riferimento della "maggioranza silenziosa" intimorita dal movimento del Sessantotto. Almirante rilanciò anche le organizzazioni giovanili missine del Fronte della Gioventù (FdG) e del Fronte universitario d'azione nazionale (FUAN), che si distinsero per la loro impostazione squadristica. Si venne quindi a creare un clima di rivalità tra la gioventù missina e i gruppi di estrema sinistra, provocando in questo numerosi scontri che nel corso degli anni Settanta portarono alla morte di diversi giovani di entrambi gli schieramenti.

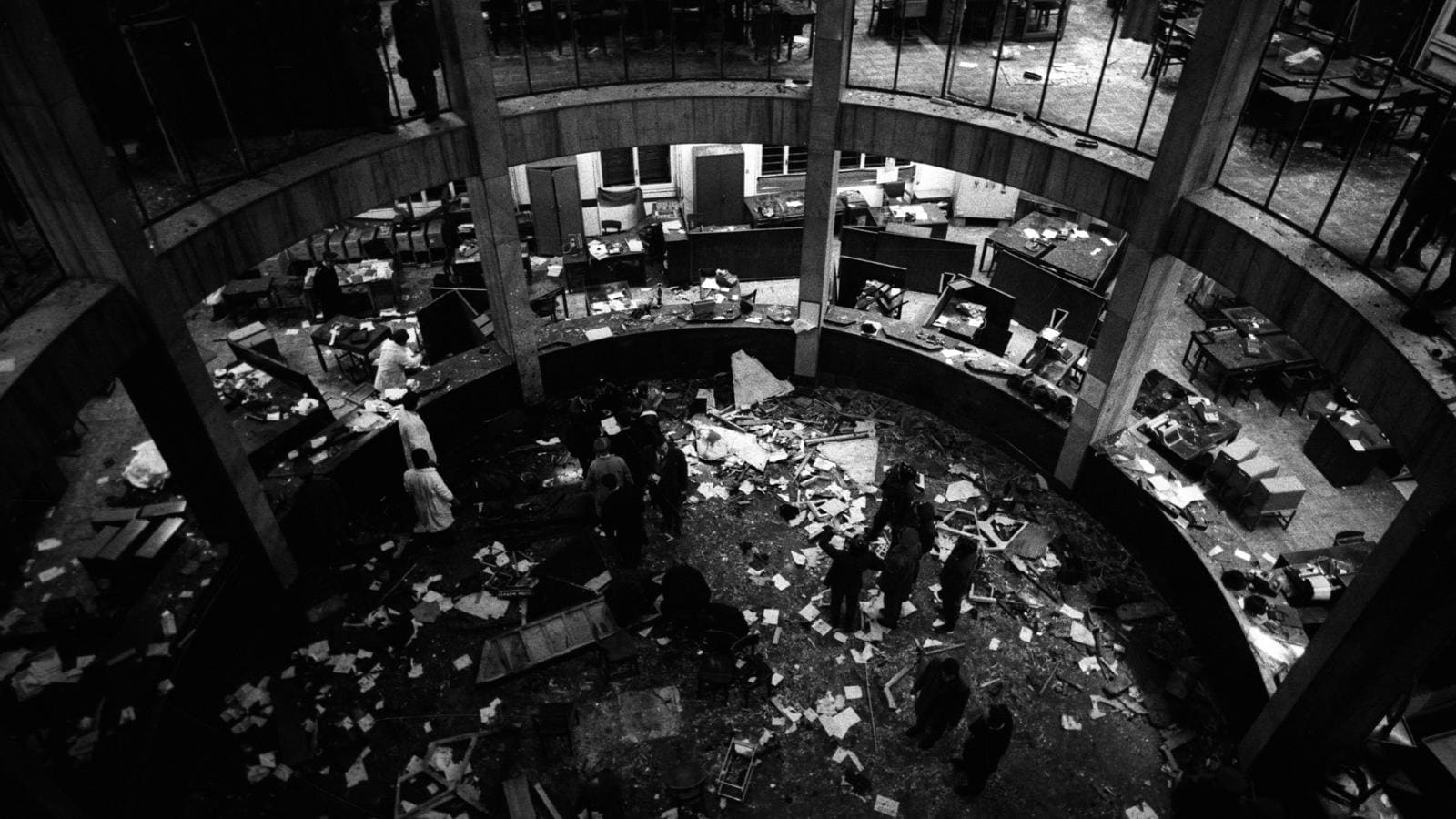
L'interno della Banca Nazionale dell'Agricoltura in seguito alla strage di piazza Fontana del 12 dicembre 1969

I prodromi della "strategia della tensione" si manifestarono con le bombe del 25 aprile 1969: un ordigno esplose nello stand della FIAT alla Fiera Campionaria di Milano provocando cinque feriti, mentre un secondo posizionato alla stazione di Milano Centrale non deflagrò; a questa prima dimostrazione seguirono gli attentati ai treni dell'estate 1969. A queste azioni non rivendicate, si sommarono il 21 novembre 1969 alle volenze dei gruppi neofascisti contro i militanti di sinistra presenti ai funerali del carabiniere Antonio Annarumma, ucciso il 19 novembre 1969 durante gli scontri alla manifestazione per il diritto alla casa indetta dai sindacati confederali. L'attentato più efferato che diede di fatto inizio alla "strategia della tensione" avvenne il 12 dicembre 1969, quando un ordigno posizionato nella Banca Nazionale dell'Agricoltura di piazza Fontana a Milano esplose provocando diciassette morti e ottantotto feriti. Alla strage di piazza Fontana seguì nella stessa giornata l'esplosione a Roma di due ordigni, uno alla Banca Nazionale del Lavoro e uno all'Altare della Patria, mentre a Milano ne fu rinvenuto un quarto inesploso nella sede della Banca Commerciale Italiana. Dapprima le indagini seguirono la pista della sinistra anarchica fermando tre giorni dopo la strage Giuseppe Pinelli, che morì precipitando da una finestra della questura dov'era interrogato dal commissario Luigi Calabresi. Seguendo la pista anarchica fu poi arrestato Pietro Valpreda e altri membri del circolo anarchico 22 marzo; i processi successivi decretarono invece la matrice neofascista dell'attentato e la responsabilità dell'organizzazione eversiva di destra Ordine Nuovo. La vicenda portò il 17 maggio 1972 all'omicidio Calabresi da parte di alcuni esponenti di Lotta Continua che lo ritenevano l'assassino di Pinelli, mentre il 17 maggio 1973 quattro persone persero la vita nella strage della Questura di Milano, diretta verso ministro dell'interno Mariano Rumor, accusato di non aver indetto lo stato d'assedio dopo le bombe del 12 dicembre 1969 quando era presidente del consiglio.

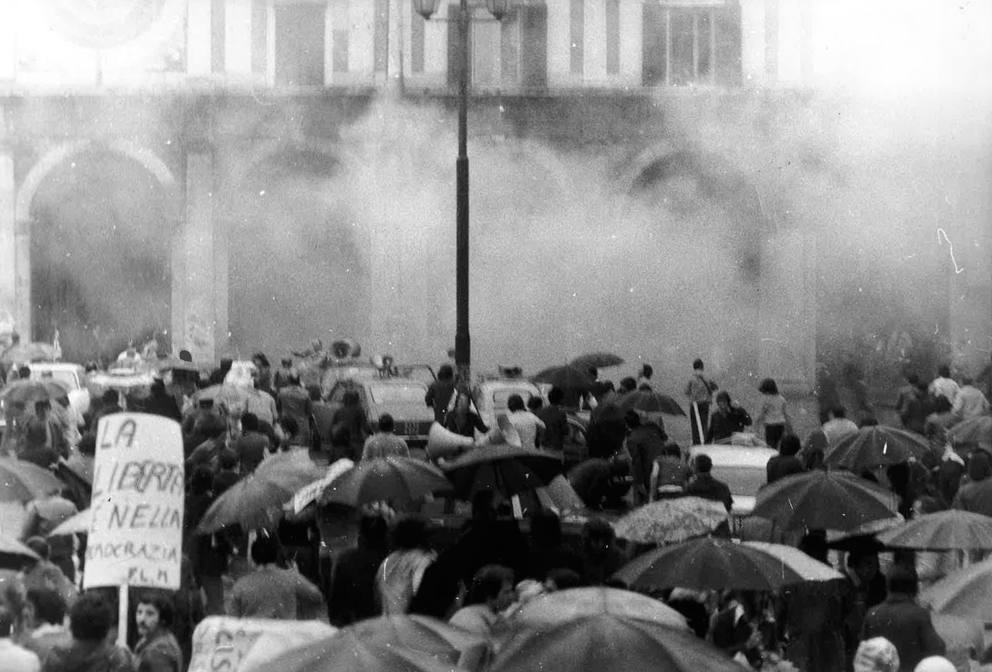
L'esplosione che il 28 maggio 1974 causò la strage di piazza della Loggia

A quasi un anno dalla strage di piazza Fontana, nella notte tra il 7 e l'8 dicembre 1970, alcuni militanti neofascisti di Ordine Nuovo e Avanguardia Nazionale capitanati dal fondatore del Fronte Nazionale Junio Valerio Borghese si infiltrarono nella sede del ministero dell'interno con l'intenzione di attuare un colpo di Stato organizzato la complicità di alcuni elementi dell'esercito, del servizio segreto militare (SID) di Vito Miceli e dalla loggia massonica P2 di Licio Gelli. Il "golpe Borghese" fu però bloccato da Borghese stesso, che nel corso della notte decise di annullare operazione sancendo il fallimento del golpe. In questo clima di tensione i gruppi neofascisti perpetrarono diversi attentati: Il 31 maggio 1972 tre carabinieri rimasero uccisi nella strage di Peteano da un'autobomba posizionata da militanti di Ordine Nuovo, mentre il 12 aprile 1973 durante una manifestazione del MSI un poliziotto venne ucciso da una bomba a mano, episodio passato alle cronache come il "giovedì nero di Milano". La strategia stragista ebbe il suo culmine il 28 maggio 1974, quando durante una manifestazione sindacale tenuta a Brescia una bomba provocò la strage di piazza della Loggia causando la morte di otto persone e il ferimento di un centinaio di manifestanti. Alla strage di Brescia seguì nella notte tra il 3 e il 4 agosto 1974 la strage dell'Italicus, un attentato dinamitardo in cui persero la vita dodici passeggeri del treno espresso Italicus. Il 23 agosto 1974 fu inoltre scoperto il "golpe bianco", un piano eversivo di stampo liberale organizzato dal piduista Edgardo Sogno con l'appoggio della loggia massonica P2 di Licio Gelli, organizzazione occulta già coinvolta nei principali eventi della strategia della tensione costituita da esponenti di spicco della classe dirigente italiana provenienti principalmente dai servizi segreti e dall'esercito, ma anche dal mondo della politica, dell'imprenditoria e dell'informazione.

### La questione meridionale

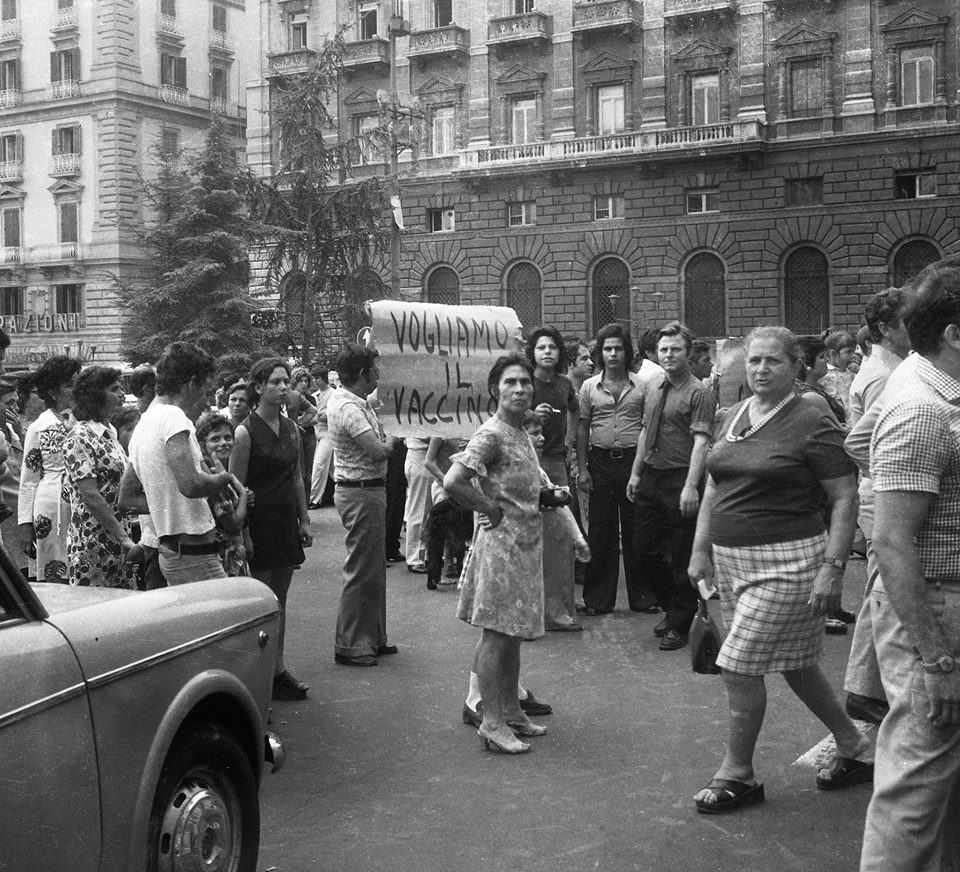
Proteste per la carenza di vaccini durante l'epidemia di colera del 1973

Intervento delle forze dell'ordine durante i moti di Reggio nel 1970

In Italia meridionale a causa dell'arretratezza economica, della scarsa sindacalizzazione e dello spopolamento dovuto all'emigrazione interna, la protesta sociale scaturì in modo radicalmente diverso rispetto al resto del paese. La persistenza nelle aree rurale di un sistema economico basato ancora sul latifondo, emerse il 2 dicembre 1968, quando durante uno sciopero bracciantile ad Avola le forze dell'ordine spararono sulla folla uccidendo due manifestanti. Nelle città invece uno sviluppo economico caotico e diseguale non migliorò la condizione di precarietà economica e disoccupazione, rafforzando invece le organizzazioni criminali quali la camorra e della mafia siciliana. In questo periodo si ebbe inoltre un aggravamento dell'infiltrazione mafiosa e del clientelismo politico, basato sulla distribuzione dei fondi della Cassa del Mezzogiorno e sulla speculazione edilizia. Aumentarono anche rivalità campanilistiche, manifestate per la prima volta l'8 settembre 1969 dalla "rivolta del pallone", ma manifestazione scoppiata a Caserta in seguito a un fatto calcistico locale. In questo contesto maturarono le condizioni che diedero luogo nel 1969 ai fatti di Battipaglia e ai disordini di Castel Volturno e nel 1974 alla rivolta di Eboli. Il 14 luglio 1970 la decisione di rendere Catanzaro capoluogo di regione, diede il via ai moti di Reggio caratterizzati da violenti scontri con la polizia e l'occupazione dei binari ferroviari. Nell'ambito di queste proteste il 22 luglio 1970 avvenne la strage di Gioia Tauro, un deragliamento ferroviario attuato dalla destra eversiva. La sommossa fu capeggiata dal missino Ciccio Franco, sindacalista della CISNAL, e dopo tre mesi di scontri violenti, che videro la città di Reggio assediata dall'esercito, e concessioni politiche, i moti furono sedati solo nel febbraio 1971. Analogamente a questo successo a Reggio, tra il 26 e il 28 febbraio 1971 avvennero i moti dell'Aquila. Nell'agosto del 1973 le precarie condizioni igieniche della città di Napoli provocarono un'epidemia di colera che perdurò fino a ottobre, nel frattempo il disagio sociale cittadino si manifestò nelle proteste dei "disoccupati organizzati".

### L'estrema sinistra e la lotta armata

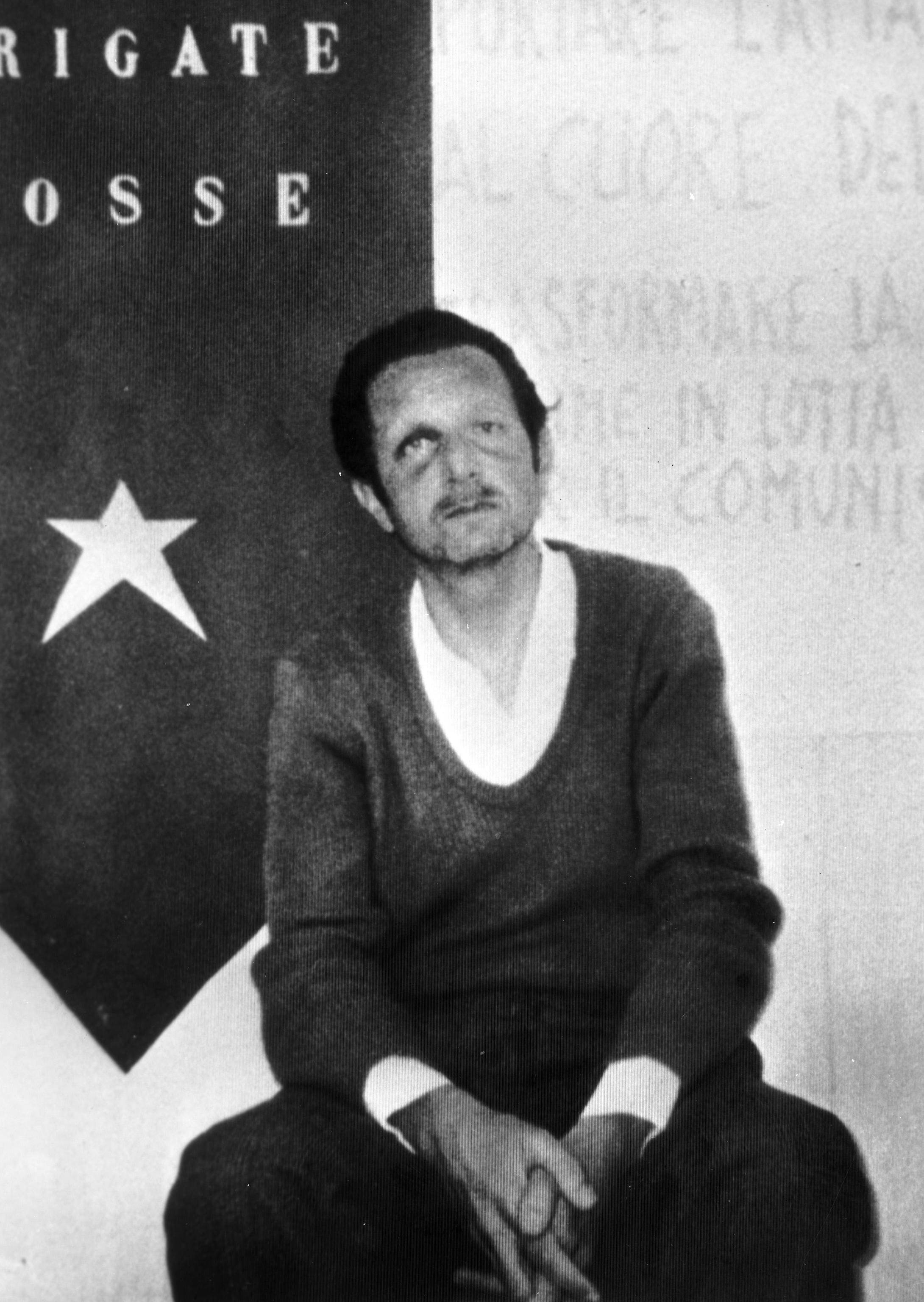
Il magistrato Mario Sossi rapito dalle Brigate Rosse nell'aprile del 1974

Nei primi anni Settanta la maggior parte di coloro che avevano preso parte alla protesta del Sessantotto abbandonarono la prospettiva rivoluzionaria in favore della militanza politica nelle nuove formazioni della sinistra extraparlamentare, tra le quali Manifesto, Lotta Continua e Avanguardia operaia. Alcuni sessantottini invece, constatato il fallimento della protesta come principio di un percorso rivoluzionario, decisero di organizzare la lotta armata contro le istituzioni con l'intenzione di mobilitare le masse in un secondo momento. La violenza politica attuata dagli esponenti di Potere Operaio e la teorizzazione della lotta armata da parte del Collettivo Politico Metropolitano (CPM) e dei Gruppi Armati Proletari (GAP) dell'editore Giangiacomo Feltrinelli, trovò nei militanti di queste organizzazioni una sempre maggiore affermazione, specialmente in seguito alle prime stragi di matrice neofascista. Nel 1970 i militanti del CPM, poi Sinistra Proletaria, perseguirono la teoria della lotta armata, dando origine alle Brigate Rosse (BR). Dopo le prime azioni di volantinaggio, sabotaggio e vandalismo contro i quadri e i dirigenti delle maggiori aziende nazionali, il 3 marzo 1972 le BR sequestrarono per qualche ora di dirigente della SIT-Siemens Idalgo Macchiarini, seguirono poi azioni analoghe che consentirono alle BR di ricevere le simpatie delle frange più estremiste del movimento operaio. Il 18 aprile 1974 le BR colpirono per la prima volta le istituzioni col rapimento di Mario Sossi, pubblico ministero nel processo contro gli anarchici del Gruppo XXII Ottobre. Durante il rapimento Sossi, le BR comunicarono l'intenzione di rilasciarlo nel caso fosse stata garantita la libertà ai militanti anarchici imputati al processo, originando così nell'opinione pubblica un dibattito tra i favorevoli e i contrari alla trattativa con le BR; Sossi fu poi liberato dalle unilateralmente BR il 23 maggio 1974. Il 17 giugno 1974 le BR assaltarono la sede del MSI di Padova commettendo per la prima volta due omicidi, nel frattempo in Italia meridionale la popolarità delle BR ispirò la fondazione dei Nuclei Armati Proletari (NAP) più sensibili alle problematiche carcerarie e dei disoccupati. Il 24 maggio 1974, all'indomani del rilascio di Mario Sossi da parte delle BR, il generale di brigata dell'Arma dei Carabinieri Carlo Alberto dalla Chiesa fu messo a capo del Nucleo speciale di polizia giudiziaria, un reparto creato con lo scopo di contrastare l'estremismo di sinistra. L'8 settembre del 1974 furono arrestati fondatori storici delle BR, Renato Curcio e Alberto Franceschini, e le inchieste sull'organizzazione poterono proseguire grazie al rinvenimento di numerosi documenti in un covo brigatista. Il 18 febbraio 1975 Curcio evase dal carcere con l'aiuto della moglie Mara Cagol, uccisa pochi mesi dopo in uno scontro a fuoco avvenuto durante il sequestro Gancia; Curcio fu definitivamente arrestato il 18 gennaio 1976.

## Il compromesso storico (1974-1978)

### L'avvicinamento tra Berlinguer e Moro

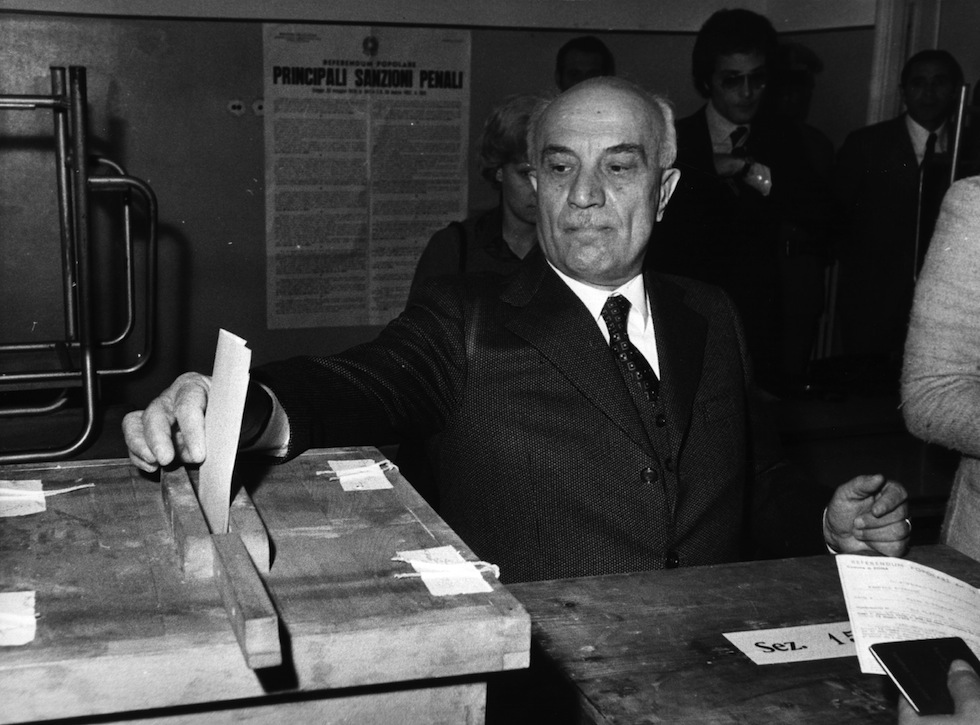
Amintore Fanfani il 12 maggio 1974 durante il referendum sul divorzio

Gli attentati dei primi anni Settanta maturati nell'ambito della "strategia della tensione" minarono concretamente alla tenuta democratica della Repubblica, creando notevole preoccupazione nell'opinione pubblica italiana. L'11 settembre 1973 il generale cileno Augusto Pinochet, col pieno appoggio degli USA, rovesciò con un colpo di Stato il governo democraticamente eletto del presidente socialista Salvador Allende. L'evento provocò la mobilitazione delle piazze italiane a sostegno alla ripresa dei processi democratici in Cile, e destò profonda preoccupazione nella dirigenza dei partiti della sinistra. Il 5 ottobre 1973 il segretario del PCI Enrico Berlinguer in un'intervista rilasciata a Rinascita illustrò una nuova strategia politica che prevedeva di accantonare l'idea di formare un governo costituito esclusivamente dalla forze progressiste, l'"alternativa di sinistra", in favore di un'"alternativa democratica" basata su un "compromesso storico" tra i tre grandi partiti di massa: DC, PCI e PSI. La nuova strategia del PCI fu respinta dal segretario della DC Amintore Fanfani, mentre fu accolta con particolare interesse da Aldo Moro. A dare definitivo slancio all'ipotesi del "compromesso storico" fu però la vittoria del "no" al referendum per l'abrogazione del divorzio del 12 maggio 1974; il risultato fu una pesante sconfitta politica per Amintore Fanfani, impegnato personalmente nella campagna referendaria, mentre sul fronte laico conferì una certa visibilità al Partito Radicale e al suo leader Marco Pannella.
Il 23 novembre 1974 Aldo Moro si insediò alla guida del suo quarto governo dovendo affrontare la crisi per sovrapproduzione, specialmente della FIAT, scaturita dalla crisi energetica. Il governo dovette anche gestire la liberalizzazione da parte della Corte costituzionale delle emittenti private locali, tra cui Telemontecarlo e Telemilano dell'imprenditore edile Silvio Berlusconi. Il 14 aprile 1975 fu quindi approvata riforma della RAI, che oltre a definire quanto già sentenziato dalla Corte costituzionale, spostò il controllo emittente pubblica dal governo al parlamento. Lo sforzo principale del quarto governo Moro però fu rivolto al problema dell'incremento della violenza politica e degli scontri di piazza tra neofascisti e militanti di estrema sinistra, e tra questi e le forze dell'ordine. Il 28 febbraio 1975, nel corso degli scontri avvenuti durante una manifestazione indetta in occasione del processo sul rogo di Primavalle, il militante del Fronte universitario d'azione nazionale (FUAN) di nazionalità greca Miki Mantakas venne ucciso da parte di alcuni esponenti di Potere Operaio. Il 16 aprile 1975 invece a perdere la vita fu Claudio Varalli, esponente del Movimento Studentesco, freddato con un colpo di pistola da un militante neofascista in seguito a un'aggressione verbale; a causa dell'evento, nei giorni successivi furono indette diverse manifestazioni nelle quali a causa degli scontri con le forze dell'ordine persero la vita i militanti comunisti Giannino Zibecchi e Rodolfo Boschi. Nel corso dell'anno lo scontro tra i militanti dell'estrema destra e dell'estrema sinistra fu la causa di numerosi altri omicidi, tra questi: Alberto Brasili, Alceste Campanile, Sergio Ramelli, Mario Zicchieri. Un ulteriore senso di insicurezza fu poi causato dall'aumento dei sequestri di persona a scopo di estorsione da parte della criminalità comune sarda e calabrese. Di fronte a questa situazione di emergenza, il 22 maggio 1975 il governo approvò la "legge Reale" che estendeva la custodia preventiva e l'uso legittimo delle armi da parte della polizia.
Il mutamento dell'opinione pubblica italiana anticipato dal risultato referendario, divenne particolarmente evidente alle elezioni amministrative e regionali del 1975 che videro il PCI raccogliere il 33,4% dei consensi, a soli due punti percentuali dalla DC stabile al 35,3%. In diverse regioni e comuni la maggioranza fu assunta dal PCI, spesso in coalizione col PSI, ma anche col PSDI e il PRI; alla segreteria della DC invece Amintore Fanfani fu sostituito nella da Benigno Zaccagnini grazie alla mediazione politica perseguita da Aldo Moro. Con l'uscita del PSI dalla maggioranza il 12 febbraio 1976 si formò il quinto governo Moro, un monocolore democristiano retto per pochi mesi dall'astensione del PSI e seguito dalla fine anticipata della legislatura. In quegli stessi mesi i partiti di governo furono travolti dallo scandalo Lockheed, un caso di corruzione internazionale relativo al pagamento di tangenti a politici e militari da parte della Lockheed Corporation per vendere i propri velivoli. Nello scandalo Lockheed in Italia furono coinvolti esponenti politici di primo piano, tra cui gli ex ministri della difesa Luigi Gui e Mario Tanassi, segretario del PSDI, e due ex presidenti del Consiglio: Mariano Rumor e Giovanni Leone, quest'ultimo in carica come Presidente della Repubblica.

### Il governo della non sfiducia

Incontro tra Enrico Berlinguer e Aldo Moro il 3 maggio 1977

Alle elezioni politiche del 20 giugno 1976 il PCI crebbe di ben sette punti percentuali rispetto alla precedenti elezioni raggiungendo il 34,4%, la DC invece nonostante gli scandali mantenne il consenso stabile al 38,7% grazie anche alla figura del nuovo segretario Benigno Zaccagnini. La crescita del PCI avvenne a spese del PSI che scese al 9,6%, per risollevare le sorti del partito Francesco De Martino si dimise dalla segreteria e al suo posto fu eletto Bettino Craxi, esponente quarantenne della corrente minoritaria degli autonomisti e allievo di Pietro Nenni. Il risultato elettorale rese impossibile per il centrosinistra dare vita a un nuovo governo, nacque così il 30 luglio 1976 il terzo governo Andreotti, un monocolore democristiano sostenuto dall'astensione di PCI, PSI, PSDI, PRI e PLI e per questa ragione denominato il "governo della non sfiducia". La gravità della situazione economica e dell'ordine pubblico aprì la fase della "solidarietà nazionale" caratterizzata dalla collaborazione tra la DC e il PCI, che nonostante non esprimesse ministri era necessario al raggiungimento della maggioranza parlamentare. Per fronteggiare la crisi economica il governo Andreotti ottenne un primo aiuto finanziario dagli USA e poi un prestito dal Fondo Monetario Internazionale, incrementò il prelievo fiscale e grazie alla collaborazione dei sindacati riuscì a contenere l'inflazione. Sul piano delle riforme il 24 luglio 1977 fu attuata la legge sul decentramento amministrativo fortemente voluta da PCI e PSI; nello stesso anno la Camera approvò la legge sull'aborto, tema salito alle cronache il 10 luglio 1976 in seguito al disastro di Seveso in cui la dispersione di una nube di diossina fece ricorrere diverse donne residenti nelle zone colpite all'aborto terapeutico.
Per rimuovere la pregiudiziale che impediva al PCI di partecipare al governo del paese, a partire dal 1976 il segretario Enrico Berlinguer promosse la linea eurocomunista, cioè un'alleanza col Partito Comunista Francese e il Partito Comunista di Spagna rinnovando l'autonomia dall'URSS. Per contrastare la diffidenza degli USA al progetto eurocomunista, in una storica intervista rilasciata il 15 giugno 1976 al Corriere della Sera Enrico Berlinguer affermò di sentirsi più al sicuro nella NATO, confermando la volontà del PCI di non voler compromettere la stabilità dell'alleanza atlantica. L'autonomia del PCI dall'URSS fu rimarcata in occasione delle celebrazioni per il 60º anniversario della rivoluzione d'ottobre, tutte queste prese di posizione resero sempre più concreta la possibilità dell'ingresso del PCI nel governo, possibilità auspicata anche dal segretario del PRI Ugo La Malfa e avallata anche da importanti personalità della classe imprenditoriale come Gianni Agnelli e Guido Carli. Questa nuova prospettiva decretò il 16 gennaio 1978 le dimissioni del terzo governo Andreotti, dando inizio a una lunga trattativa per la formazione di un nuovo governo che potesse includere anche ministri del PCI.

### Il movimento del Settantasette e il caso Moro
All'interno delle BR, ormai private del loro nucleo storico, prese il sopravvento l'ala militarista facente capo a Mario Moretti, l'organizzazione mutò inoltre anche la sua base ideologica rivolgendosi principalmente ai giovani e agli studenti. Seguì un incremento della violenza diretta principalmente contro forze dell'ordine, imprenditori, giornalisti e politici del MSI, caratterizzata da un sempre più frequente ricorso all'omicidio e alla gambizzazione. L'8 giugno 1976 fu assassinato il magistrato coinvolto nel processo sulla vicenda Sossi Francesco Coco insieme alla sua scorta, il 28 aprile 1977 fu invece ucciso l'avvocato nel processo contro le BR Fulvio Croce mentre il 16 novembre 1977 fu assassinato il giornalista de La Stampa Carlo Casalegno. Parallelamente ebbe inizio la proliferazione delle organizzazioni armate di sinistra, tra queste la più attiva fu Prima Linea (PL) che il 29 aprile 1976 eseguì l'omicidio del dirigente del MSI Enrico Pedenovi, mentre il 12 marzo 1977 assassinò il poliziotto Giuseppe Ciotta. 

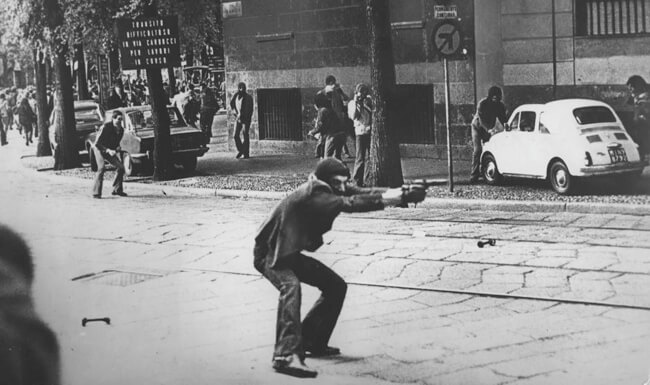
Il militante di Autonomia Operaia Giuseppe Memeo il 14 maggio 1977 durante la sparatoria in cui rimase ucciso l'agente Antonio Custra

La diffusione della lotta armata fu facilitata da un nuovo movimento contestativo, il movimento del Settantasette, che a differenza del Sessantotto era caratterizzato da un uso più disinvolto della violenza e dalla partecipazione dei giovani appartenenti alle classi più disagiate della società. In questo contesto nacque l'Autonomia Operaia, un movimento ispirato dall'ideologo Toni Negri e principalmente rivolto ai giovani lavoratori irregolari e non sindacalizzati da cui si svilupparono sigle terroristiche quali i Proletari Armati per il Comunismo (PAC). In questo contesto si costituirono anche nuovi gruppi di ispirazione libertaria come gli Indiani metropolitani e più in generale i fricchettoni, autori delle trasmissioni di Radio Alice e Radio Popolare e di riviste come L'erba voglio e Re Nudo, principale promotrice del festival del proletariato giovanile. Il sostanziale disinteresse del movimento del Settantasette verso lo studio del marxismo-leninismo e la vicinanza alle idee rivoluzionarie si manifestarono con una netta avversione al PCI, ritenuto un partito di sistema in seguito al compromesso storico con la DC. Questa contrapposizione fu messa in evidenza il 17 febbraio 1977 con la cacciata di Luciano Lama dall'Università degli Studi di Roma "La Sapienza" mentre teneva con comizio deciso dai vertici del PCI e della CGIL, questa azione provocò la preoccupazione della classe dirigente del PCI, specialmente di Giorgio Amendola che sostenne convintamente l'azione repressiva da parte delle istituzioni. L'episodio segnò l'inizio di violente manifestazioni e gravi scontri a Bologna, Milano e Roma, nei quali persero la vita i manifestanti Walter Rossi, Giorgiana Masi e Francesco Lorusso e gli agenti Antonio Custra e Settimio Passamonti. L'anno successivo si aprì con un ulteriore incremento della violenza, il 7 gennaio 1978, avvenne la strage di Acca Larentia in cui furono uccisi a colpi di pistola tre giovani missini.

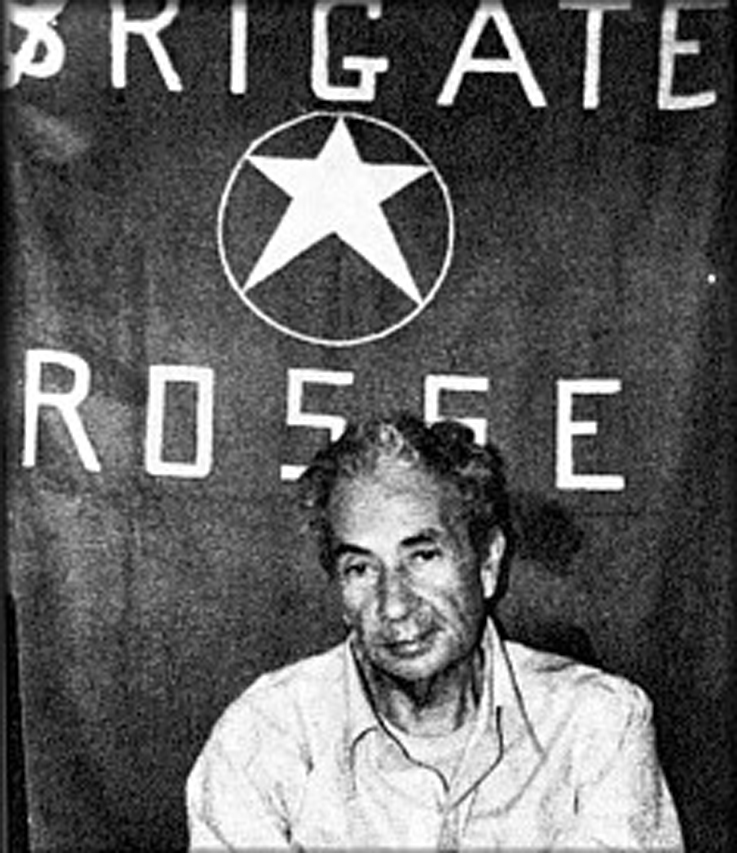
Aldo Moro prigioniero delle BR il 19 marzo 1978

Il 16 marzo 1978, giorno della discussione della fiducia del quarto governo Andreotti, l'auto che trasportava Aldo Moro alla Camera dei deputati fu intercettata all'incrocio di via Fani da un commando delle BR, che uccise i cinque uomini della scorta e sequestrò il presidente della DC. Alla diffusione della notizia le camere votarono in giornata la fiducia al quarto governo Andreotti ad amplissima maggioranza consentendo al governo di gestire la situazione con pieni poteri nello spirito della solidarietà nazionale. Il ministro degli interni Francesco Cossiga mobilitò tutte le forze di polizia e i servizi di sicurezza, le quali a causa della scarsa organizzazione e della presenza di elementi deviati nei servizi segreti non riuscirono a identificare il luogo dei cinquantacinque giorni di prigionia di Aldo Moro. Il caso Moro divise il fronte politico tra i fautori della trattativa con le BR, soprattutto il PSI, e i sostenitori della fermezza, DC, PCI e PRI, convinti che lo Stato non si dovesse piegare ai loro ricatti; alla fine prevalsero questi ultimi. Durante la detenzione Aldo Moro pubblicò diverse lettere e un memoriale in cui criticò duramente la linea della fermezza adottata dal governo e dalle gerarchie vaticane. Il 9 maggio 1978 le BR giustiziarono Aldo Moro, il cui cadavere fu fatto ritrovare in via Caetani, a metà strada tra la sede della DC e quella del PCI.

## La fine degli anni di piombo (1978-1981)

### La fine della solidarietà nazionale

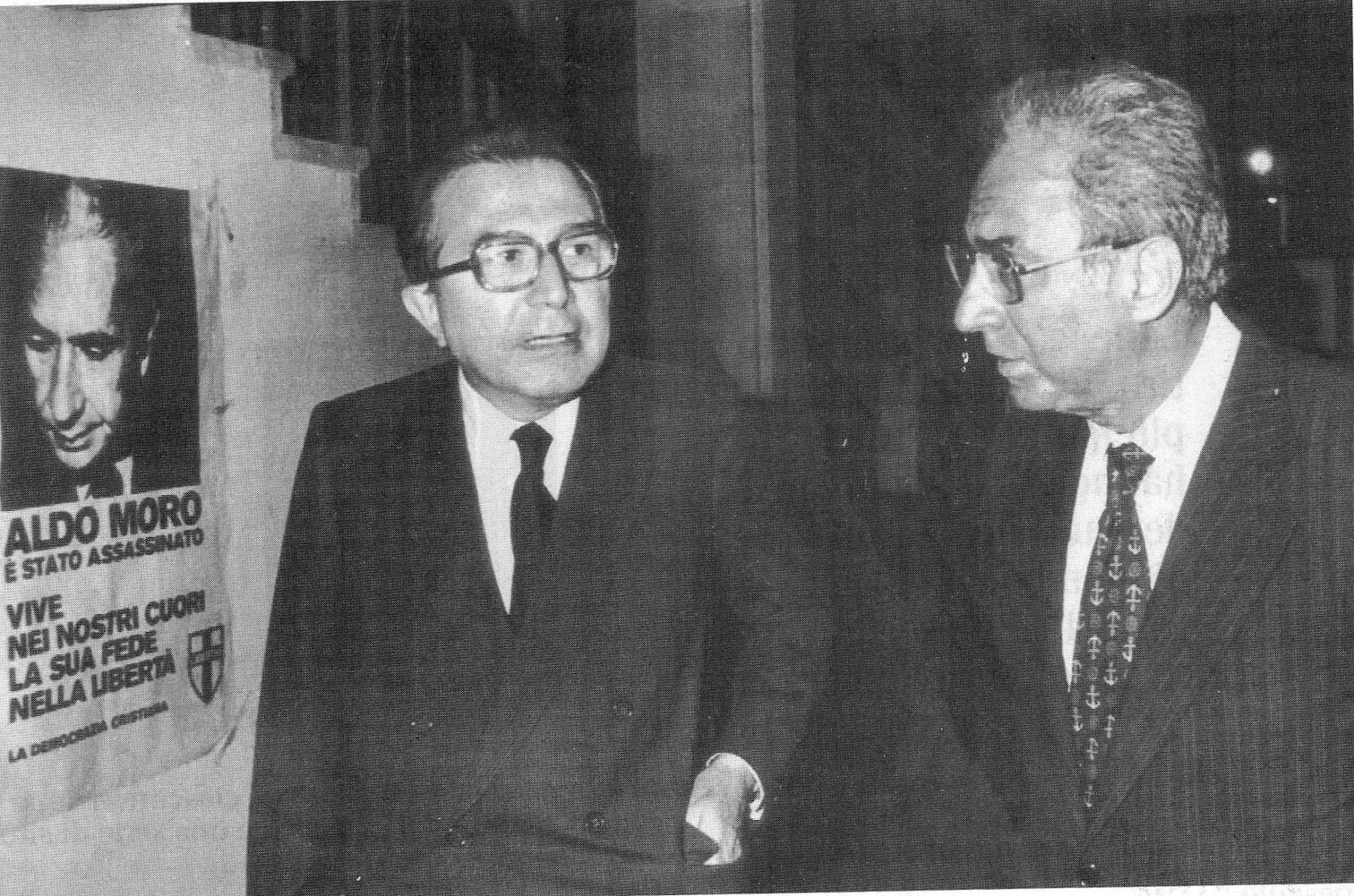
Giulio Andreotti e Francesco Cossiga il 9 maggio 1978

In seguito all'omicidio di Aldo Moro il ministro dell'Interno Francesco Cossiga, sostenitore della linea della fermezza, rassegnò le sue dimissioni. Anche il presidente della Repubblica Giovanni Leone fu accusato di non essere intervenuto per salvare Aldo Moro; travolto dallo scandalo Lockheed e sottoposto a una campagna mediatica da parte de L'Espresso e del Partito Radicale, si dimise dalla carica il 15 giugno 1978. All'elezione del Presidente della Repubblica, l'8 luglio 1978 fu eletto a larga maggioranza il socialista Sandro Pertini, che inaugurò la presidenza con una serie di interventi pubblici volti ad avvicinare le istituzioni all'opinione pubblica. Nel frattempo il quarto governo Andreotti riuscì a far approvare l'introduzione dell'equo canone, mentre sul piano sanitario istituì il Servizio sanitario nazionale, emanò la legge Basaglia, con la quale venivano chiusi i manicomi, e approvò la legge sull'aborto. Nell'estate del 1978 la DC elesse alla presidenza del partito Flaminio Piccoli, esponente doroteo sostenitore della linea della fermezza, che abbandonò la strada del compromesso storico per riprendere invece il dialogo col PSI di Bettino Craxi, ideologicamente sempre più lontano dal PCI di Enrico Berlinguer.
La frattura con il PCI provocò il 31 gennaio 1979 la caduta del governo; il presidente della Repubblica conferì per la prima volta in oltre trent'anni l'incarico di formare un nuovo governo a un politico non democristiano, il repubblicano Ugo La Malfa, ma le volontà politiche portarono alla nascita del quinto governo Andreotti, allo scopo di traghettare il paese alle urne. Alle elezioni politiche del 4 giugno 1979 il PCI ebbe un calo di consensi, passando al 30,4%, la DC e il PSI rimasero stabili rispettivamente al 38,3% e 9,8% mentre ebbe una decisa crescita il Partito Radicale, che raggiunse il 3,5%. A una settimana dal voto nazionale si tennero per la prima volta le elezioni europee, parte di un processo di integrazione della Comunità economica europea rafforzato il 13 marzo 1979 dall'introduzione del Sistema monetario europeo (SME). Dopo un lungo periodo di consultazioni il 5 agosto 1979 nacque il primo governo Cossiga, sostenuto da DC, PSDI e PLI e dall'astensione di PSI e PRI. Posto di fronte all'emergenza del terrorismo politico, il governo varò il 6 febbraio 1980 la legge Cossiga, che prevedeva condanne sostanziali per i terroristi e un'ulteriore estensione dei poteri della polizia.

### Le ultime stragi e il riflusso nel privato
Sul fronte del terrorismo politico di estrema sinistra, il 1979 segnò l'inizio del declino del fenomeno. L'opinione pubblica si schierò sempre più nettamente contro le organizzazioni terroristiche: al referendum del 12 giugno 1978 una netta maggioranza sostenne la legge Reale, così come al referendum del 17 maggio 1981 fu evitata l'abrogazione della legge Cossiga per l'ordine pubblico. Nel frattempo all'interno delle BR l'assassinio di Aldo Moro e l'omicidio del militante comunista Guido Rossa avvenuto il 24 gennaio 1979, crearono alcune spaccature all'interno dell'organizzazione, un ulteriore divisione si ebbe tra l'Autonomia Operaia e Prima linea, accusata dell'omicidio di Emilio Alessandrini, giudice nel processo sulla strage di piazza Fontana. Autonomia Operaia e Potere Operaio furono inoltre interessate dalle inchieste del giudice Pietro Calogero che in seguito agli arresti del 7 aprile 1979 aprì una serie di processi che provocarono il sostanziale scioglimento delle organizzazioni. Questa situazione di instabilità provocò tra il 1978 e il 1980 un'impennata degli attentati contro i magistrati, a essere assassinati furono: Vittorio Bachelt, Nicola Giacumbi, Girolamo Minervini, Guido Galli, mentre il 28 maggio 1980 fu ucciso il giornalista Walter Tobagi. A segnare però la fine dell'organizzazione è il sequestro del generale della NATO James Lee Dozier il 17 dicembre 1981, liberato dopo quarantadue giorni di prigionia dall'irruzione di un commando del Nucleo operativo centrale di sicurezza (NOCS). 

i primi soccorsi dopo la strage di Bologna del 2 agosto 1980

Parallelamente al terrorismo rosso, nella seconda metà degli anni Settanta la loggia massonica P2 acquisì una sempre maggiore influenza arrivando a interconnettere organizzazioni eversive di estrema destra e criminalità comune, specialmente la banda della Magliana. Nel contesto di questo complesso scenario, il 10 luglio 1976 fu assassinato da un esponente di Ordine Nuovo il magistrato Vittorio Occorsio, attivo nelle inchieste sul terrorismo nero; il 20 marzo 1979 per ragioni analoghe fu invece assassinato il giornalista d'inchiesta Mino Pecorelli, direttore dell'Osservatore Politico e rivelatore dello "scandalo petroli". I legami tra l'eversione nera e la mafia siciliana portarono invece il 6 gennaio 1980 all'omicidio di Piersanti Mattarella, esponente della DC e presidente della Regione Sicilia, mentre il 23 giugno 1980 i Nuclei Armati Rivoluzionari (NAR) di Valerio Fioravanti e Francesca Mambro assassinarono il magistrato Mario Amato. Il 2 agosto 1980 i NAR attuarono strage di Bologna, il più grave attentato terroristico della storia europea, che provocò la morte di ottantacinque persone e il ferimento di altre duecento. Il mese precedente avvenne invece la strage di Ustica, l'abbattimento di un volo di linea dovuto a ragioni di natura internazionale. attentato a Giovanni Paolo II

Il corteo della marcia dei quarantamila in via Roma a Torino

Il pesante clima ideologico degli anni settanta, che aveva portato a un vertiginoso accrescimento della tensione sociale e politica, cominciò a dissolversi all'inizio degli anni ottanta, durante i quali avvenne la cosiddetta svolta del «riflusso», inaugurata nell'autunno del 1980 dalla marcia dei quarantamila a Torino, quando tornò alla ribalta l'esistenza di una «maggioranza silenziosa» che si contrapponeva al clamore degli scontri sociali del decennio precedente: il 14 ottobre numerosi quadri intermedi della FIAT, stanchi delle continue proteste dei sindacati che si opponevano alla cassa integrazione di diversi operai proposta dall'azienda per rilanciarsi, e che impedivano loro di entrare in fabbrica a lavorare, diedero vita a un corteo "silenzioso" per la città che mise a tacere gli scioperi e le occupazioni.

### L'indebolimento della DC

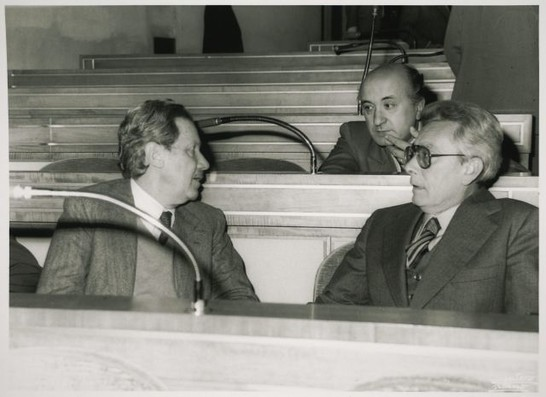
Flaminio Piccoli assieme a Ciriaco De Mita e Arnaldo Forlani alla commemorazione dei cent'anni dalla nascita di Alcide De Gasperi nel 1981

A livello internazionale il periodo di distensione nelle relazioni tra USA e URSS terminò il 24 dicembre 1979 con l'intervento sovietico in Afghanistan e la dislocazione di nuove testate nucleari a medio raggio SS-20 nei paesi del Patto di Varsavia. In seguito a questi eventi la NATO decise il dispiegamento dei nuovi missili statunitensi a medio raggio Pershing II e Cruise nei paesi europei, in particolare il governo Cossiga dopo un lungo dibattito interno mostrò la propria disponibilità ad ospitare le nuove installazioni missilistiche sul proprio territorio. Questa decisione fu sostenuta da DC, PRI, PSDI, PLI e la maggioranza del PSI di Bettino Craxi, preannunciando la formazione di una nuova coalizione di governo: il pentapartito. All'interno della DC si rafforzò la linea politica del "preambolo" di Carlo Donat-Cattin, che auspicava l'esclusione del PCI da ogni incarico politico statale e il conseguente riavvicinamento al PSI; il 20 febbraio 1980 Flaminio Piccoli fu eletto segretario della DC. Questa nuova strategia politica portò quindi il 4 aprile 1980 alla nascita del secondo governo Cossiga, sostenuto da DC, PSI e PRI, che cadde però a causa dei franchi tiratori il 28 settembre 1980.
Il 18 ottobre 1980 Arnaldo Forlani, il maggior sostenitore dell'alleanza tra democristiani e socialisti, inaugurò la formula di governo del quadripartito tra DC, PSI, PSDI, PRI. Il governo Forlani si rivelò inadeguato a gestire le conseguenze del terremoto dell'Irpinia del 1980 e della strage di Bologna, per poi essere sconfitto il 17 maggio 1981 al referendum sul divieto all'aborto. Il 17 marzo 1981 una perquisizione nella villa di Licio Gelli da parte della Guardia di Finanza portò al ritrovamento delle liste degli appartenenti alla loggia massonica P2. La P2 era un'organizzazione clandestina eversiva di stampo anticomunista che nel suo "piano di rinascita democratica" prevedeva di ridurre la separazione dei poteri in favore di un generale rafforzamento del governo da realizzarsi tramite il posizionamento dei suoi appartenenti nei maggiori organi di potere del Paese: tra cui la stampa, l'imprenditoria, l'esercito e i servizi segreti. Tra i suoi iscritti figurava anche Roberto Calvi, responsabile del fallimento del Banco Ambrosiano e il banchiere Michele Sindona, mandante dell'omicidio del giudice Giorgio Ambrosoli che stava indagando su irregolarità nelle sue operazioni finanziarie. La divulgazione delle liste degli appartenenti alla P2 avvenne solo il 21 maggio 1981 e lo scandalo che ne seguì provocò la caduta del governo Forlani, accusato di avere ritardato la conferma del ritrovamento e la pubblicazione delle liste. Il progressivo indebolimento della DC scaturito dal caso Moro portò il giugno 1981 alla nascita del governo Spadolini, primo governo della storia repubblicana non guidato da un democristiano e sorretto dal pentapartito, la coalizione tra DC, PSI, PSDI, PRI e PLI.